# Palazzo Pretorio (Palermo)

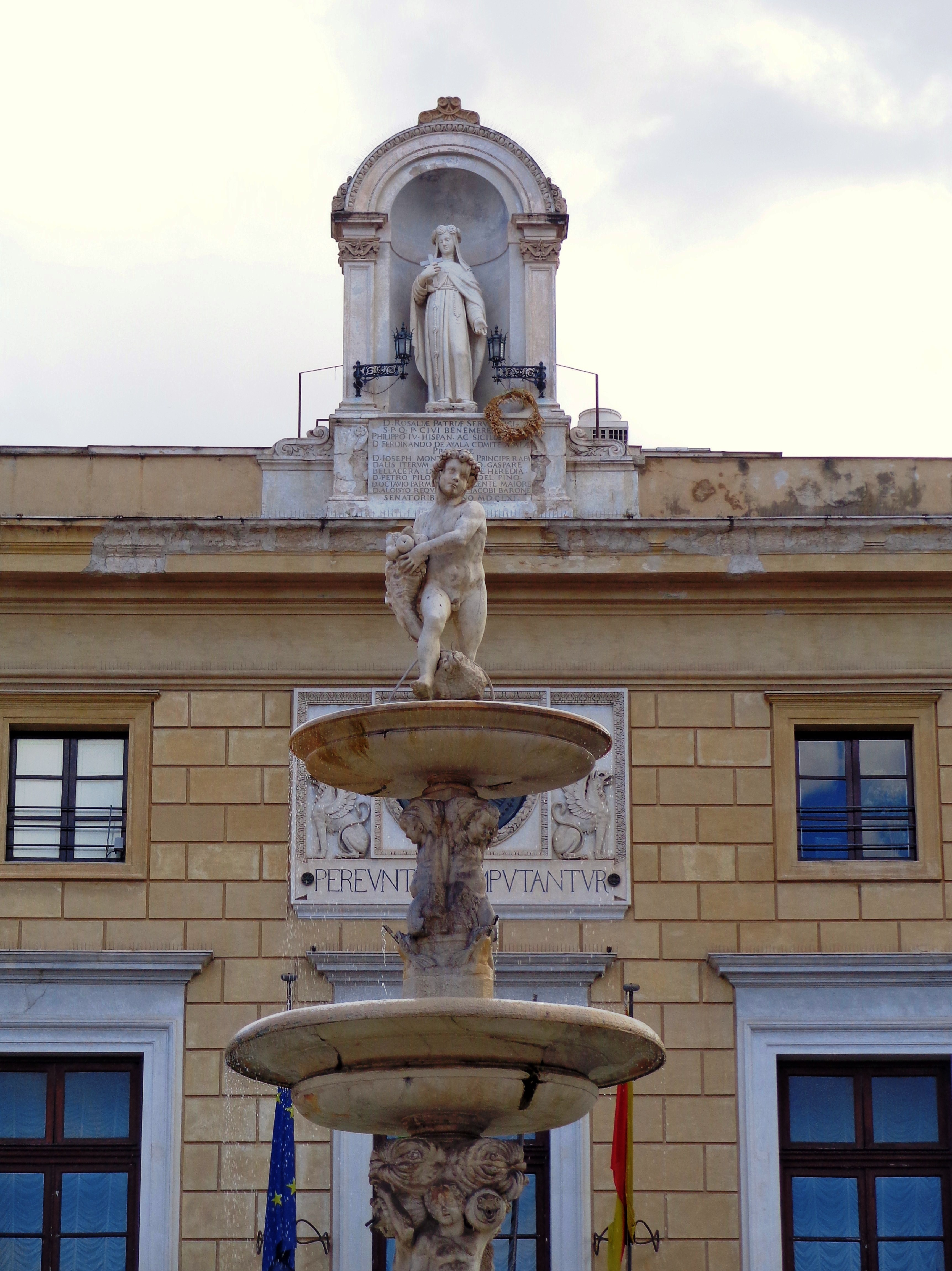
Santa Rosália, relógio e o gênio da Fontana Pretoria.

A fachada norte vista da passagem no Cassaro

O Palazzo Pretorio, também conhecido como Palazzo delle Aquile (anteriormente conhecido como Palazzo Senatorio ou Palazzo di Città), está localizado na Piazza Pretoria, nos limites do bairro de Kalsa, próximo aos Quattro Canti.
É a sede representativa da comuna de Palermo.

## História

### Era aragonesa
Na época aragonesa, o título de pretor era equivalente ao de bajulo. Em 1322, o rei Frederico III reconheceu a necessidade de erigir um edifício adequado para as assembleias da cidade, requisito atendido com reuniões em locais de culto (a Igreja de São Francisco de Assis).
Construída em sua localização atual no século XIV, segundo algumas fontes, por Frederico II de Aragão, foi inteiramente reconstruída por volta do final do século XV por iniciativa do pretor Pietro Speciale, senhor de Alcamo e Calatafimi, sob a direção de Giacomo Benfante. Segundo Giovanni Meli, a obra começou em 1470 e foi concluída em 1478.

### Era espanhola

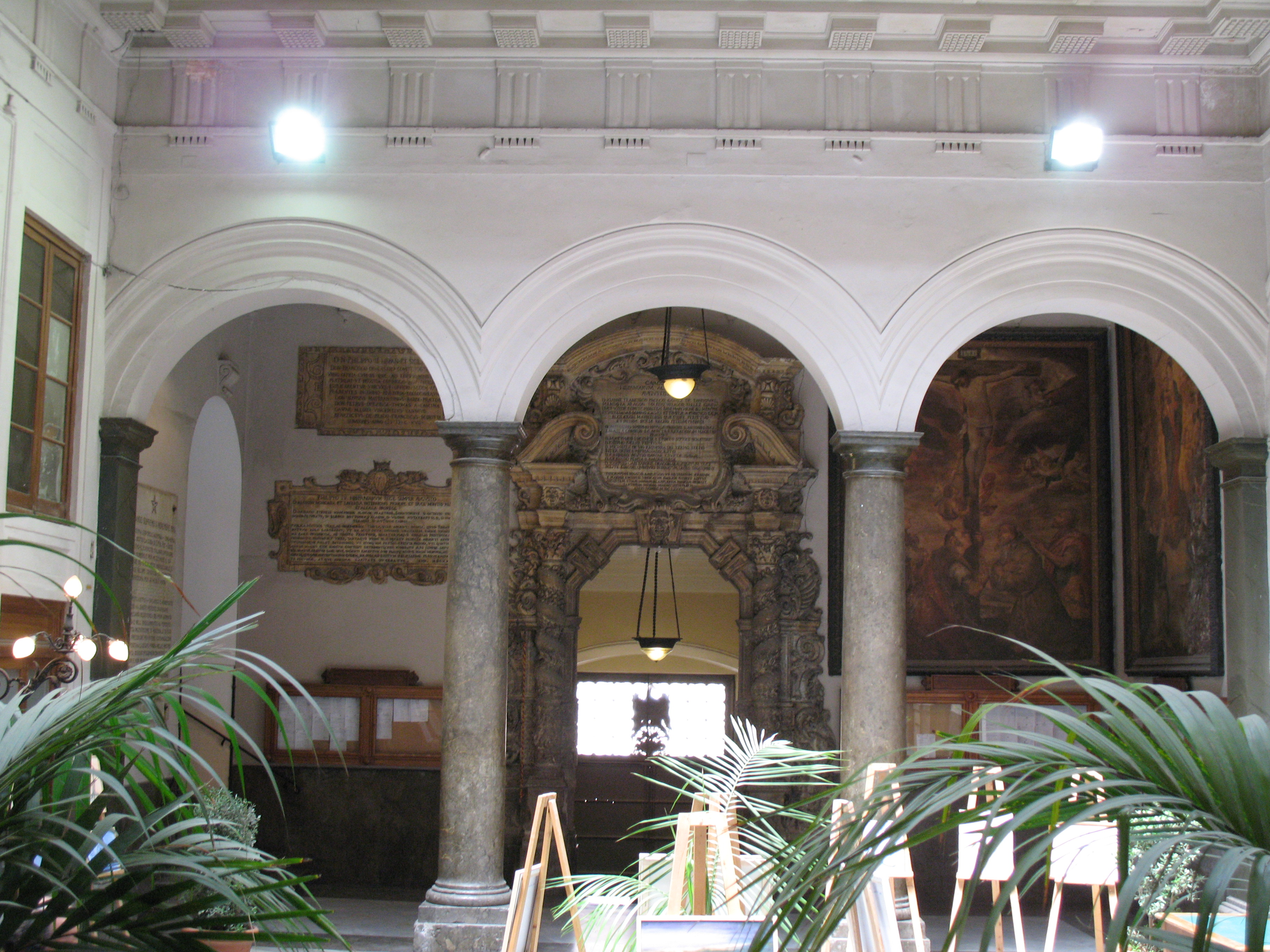
Pórtico coberto, portal, pinturas e epígrafes

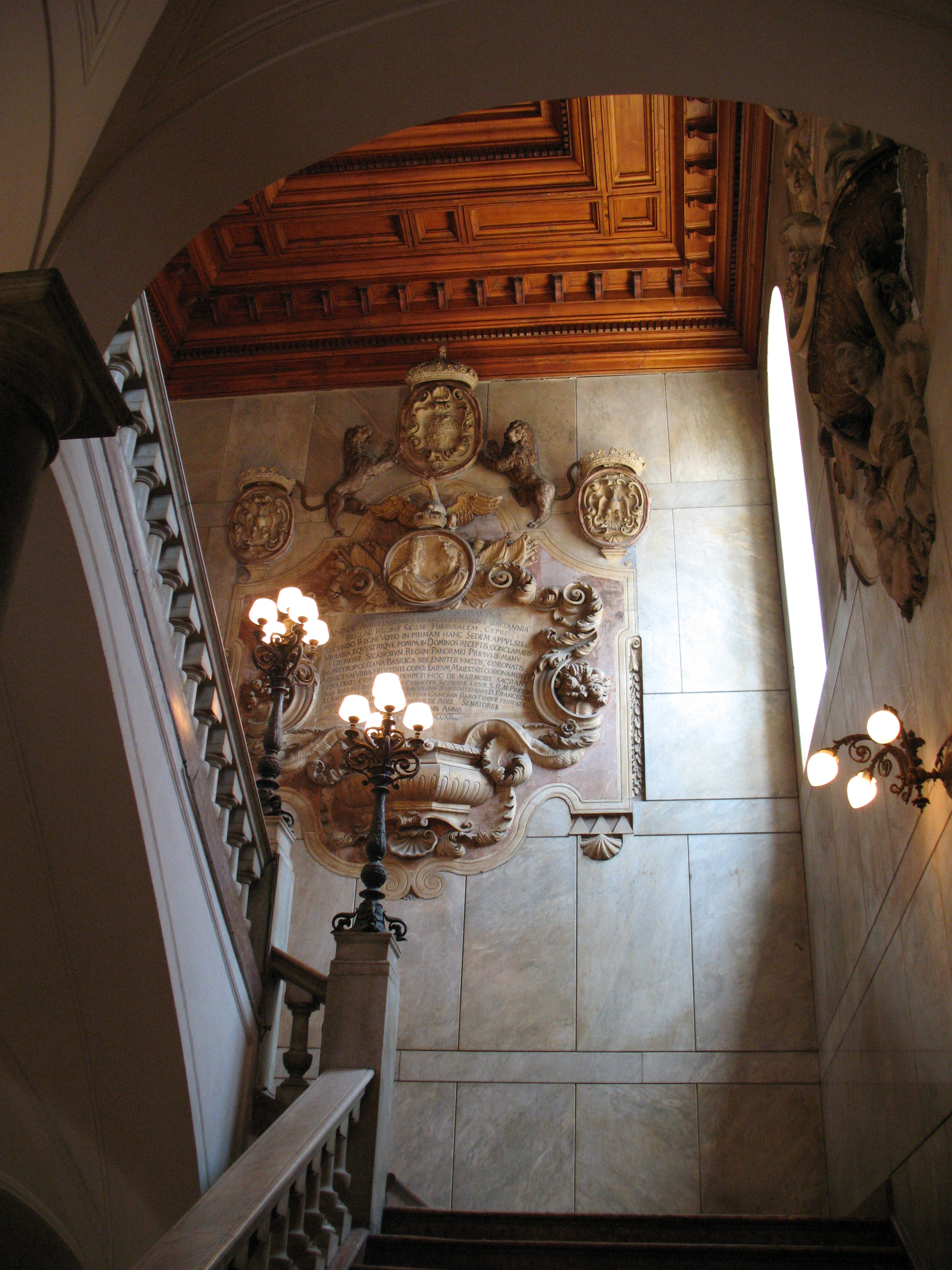
Epígrafe monumental, coroação de Vítor Amadeu II da Sardenha e Ana Maria de Orleães, 1713.

As sucessivas transformações e reformas ocorridas durante os séculos XVI e XVII transformaram o edifício numa verdadeira estratificação de estilos arquitetônicos. Originalmente, o portal principal dava para a planície de San Cataldo, inserido na fachada sul, descrita como uma lógia ladeada por torres laterais, uma estrutura adornada com estátuas dos dois litigantes nus (em italiano:  Litiganti ignudi), cópias romanas de atletas gregos, uma das quais atualmente se encontra na Sala Vermelha.
Durante as obras de expansão, a atual fachada principal foi reconstruída em 1553 e concluída em 1597, uma obra que visava celebrar a reunificação de todos os cargos cívicos, que até então estavam espalhados pela cidade. A utilização da fachada norte como entrada principal ocorreu provavelmente em conjunto com o processo de reorganização do Plano Pretorio, a extensão do Cassaro e a instalação da famosa fonte. O novo layout do local com as obras de arte instaladas constituiu um cenário digno para a estrutura regenerada, uma síntese do poder e do esplendor do reino, todos elementos caracterizados pela competição no campo artístico entre as capitais do panorama europeu, uma ambição pelo belo e grandioso não isenta de uma propensão para uma prodigalidade acentuada.
Renovado novamente por Mariano Smiriglio entre 1615 e 1617. Em 1661, a estátua da padroeira da cidade, Santa Rosália, uma obra de Carlo D'Aprile, foi colocada na cornija.

### Era austríaca
O Senado ou Magistratura Municipale Annonaria administra os bens da cidade. A instituição é presidida por um chefe com o título de pretor e seis senadores, com mandato de dois anos. O órgão é eleito pelo Conselho Cívico, composto por 110 cidadãos com renda anual de 50 onças, com mandato de quatro anos. Em 15 de agosto de 1722, o imperador Carlos VI de Habsburgo conferiu aos seus membros o título de "Grande da Espanha" de primeira classe e o título de "Excelência". O conselho é apoiado por sete nobres oficiais: mestre notário, mestre racional, tesoureiro, chanceler, pedreiro, conservador de armas e um arquivista.

### Era Bourbon
Em 3 de abril de 1746, o rei Carlos III de Bourbon conferiu ao Senado a Suprema, Geral, Única e Independente Magistratura da Saúde, um órgão composto pelo pretor atuando como Presidente, seis senadores pro tempore, o Arcebispo de Palermo, um clérigo, quatro ex-pretores, dois juristas, quatro ex-senadores, três médicos e um chanceler, todos membros nomeados vitaliciamente e reintegrados conforme necessário pelo Senado e pela Deputação.
Todo o complexo monumental passou por uma expansão após o terremoto de Pollina de 5 de março de 1823.

### Era da unificação

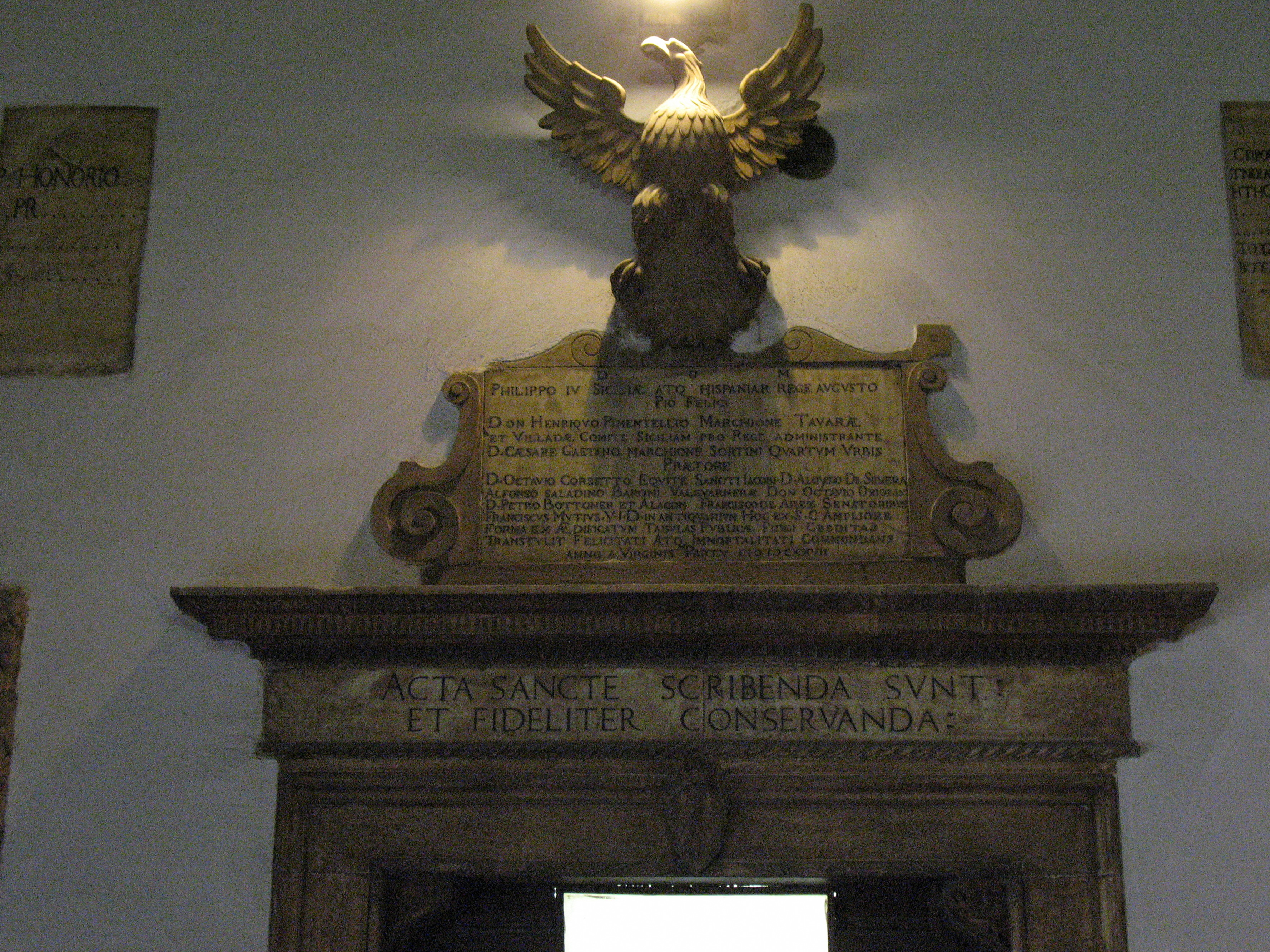
Portal encimado por uma águia

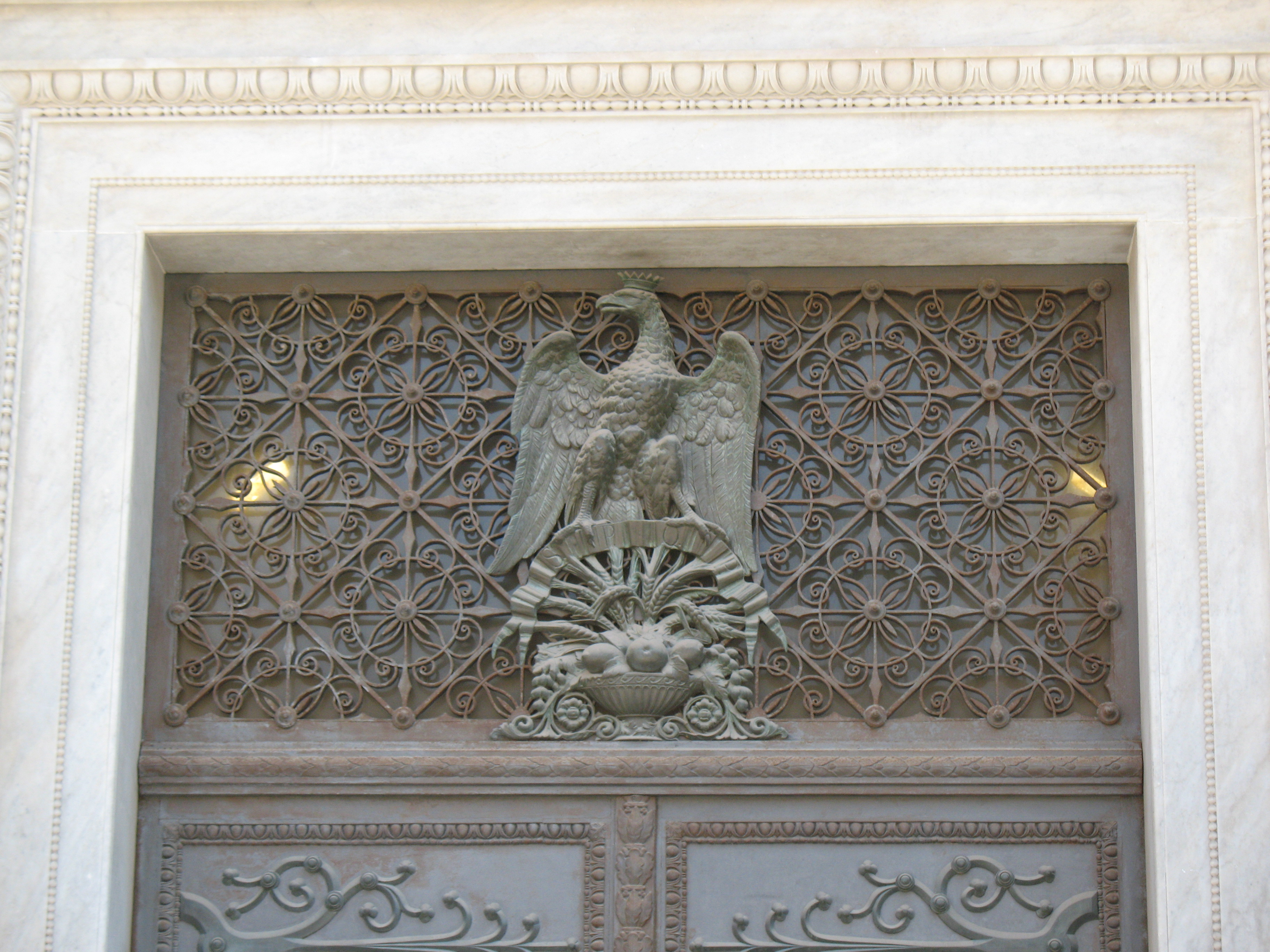
Águia

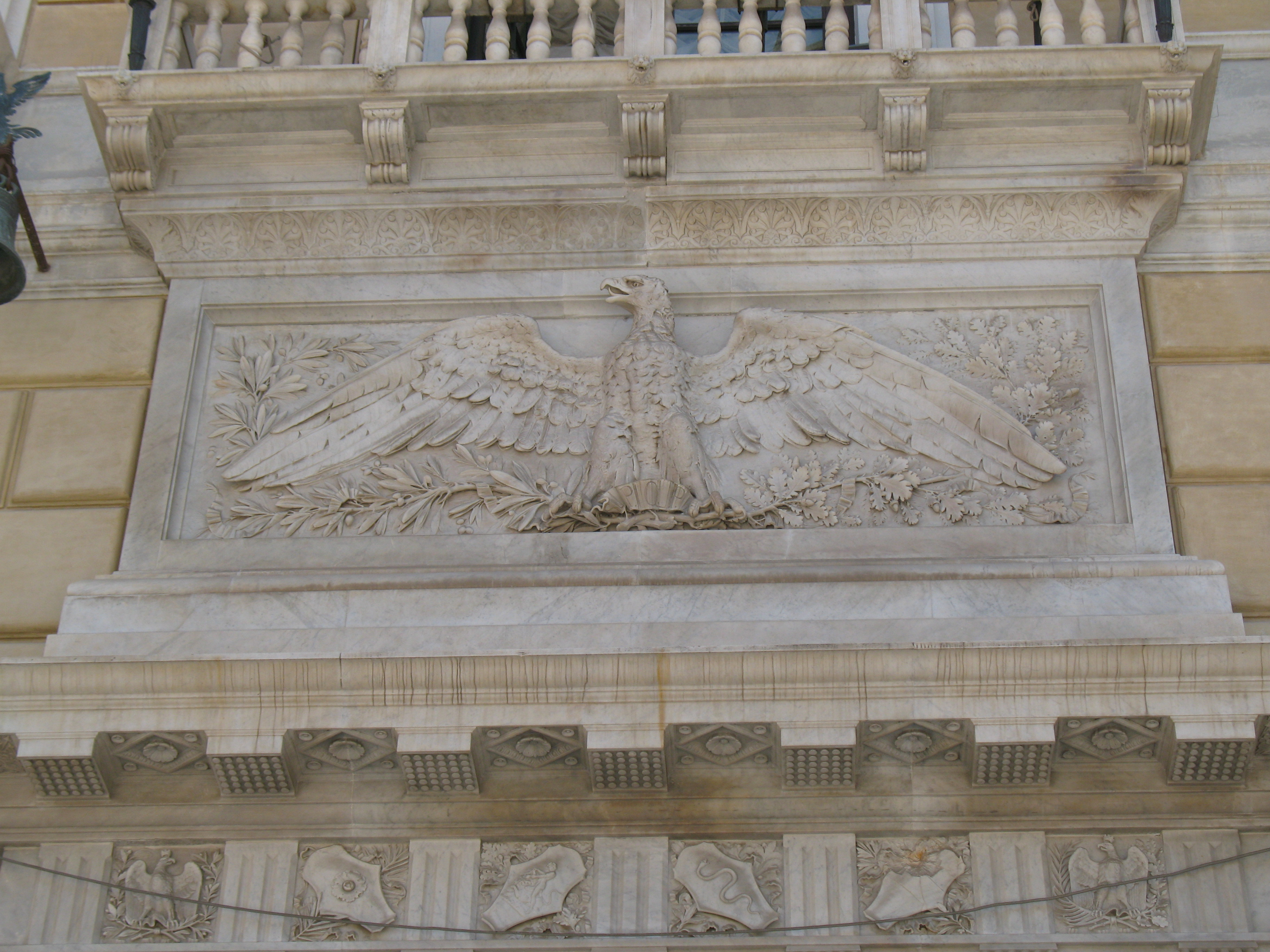
Águia

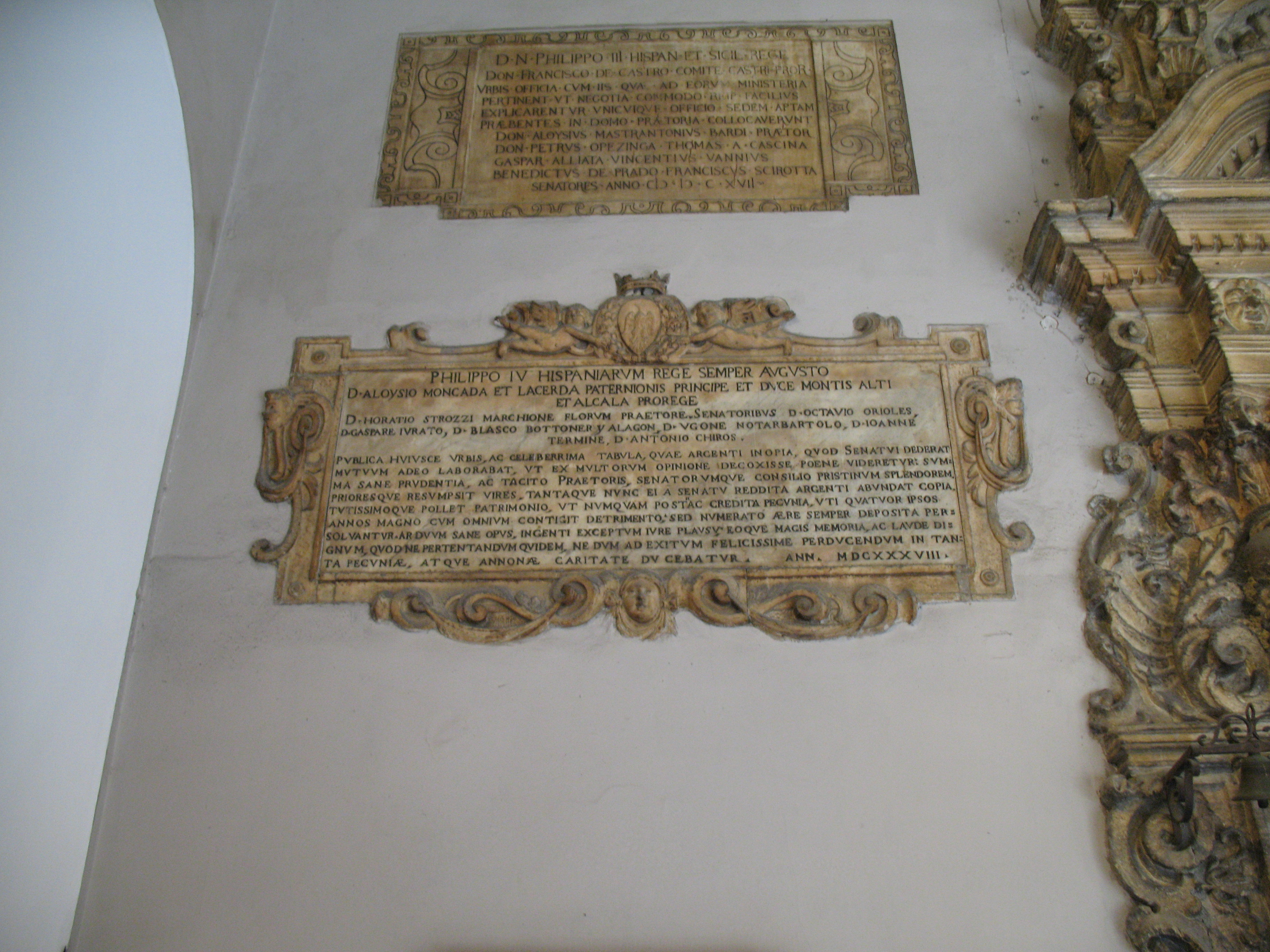
Epígrafes, era de Filipe III e Filipe IV.

Após a tomada de Palermo em 1860, foi sede do governo ditatorial de Garibaldi e uma placa comemora o evento. Em 1875, o arquiteto Giuseppe Damiani Almeyda o reinterpretou em estilo neorrenascentista, revestindo o exterior com cantaria ocre e chamando-o de Palazzo delle Aquile (em português:  "Palácio das Águias").
O 1877, o Plano Pretorio foi ligado ao nível da Via Maqueda por uma elegante escadaria delimitada por duas esfinges em mármore de Billiemi, obra do escultor Domenico Costantino.

### Era contemporânea
Desde a unificação da Itália, as reuniões do Conselho Municipal são realizadas na Sala das Lápides, as reuniões do Conselho Municipal na Sala Amarela, enquanto a sala do prefeito é chamada Sala Vermelha.
O antigo relógio do palácio, que havia parado na década de 1980, foi restaurado em 2014.

## Edifício

### Exterior
O edifício tem formato retangular, com um pátio central. O portal, com vista para a Piazza Pretoria, apresenta uma águia, símbolo da cidade de Palermo.
As quatro fachadas são orientadas de acordo com os pontos cardeais; a entrada principal está voltada para o norte, com vista para a Piazza Pretoria e a monumental Fontana Pretoria.
Dividido em quatro ordens com três níveis acima do térreo, o exterior é revestido em pedra esculpida, atualmente coberta com gesso espesso que reproduz um efeito rústico. Apresenta fileiras de grandes janelas, com exceção de uma série de varandas com balaustradas e colunas correspondentes ao andar nobre localizado no segundo andar.
As inscrições e medalhões de mármore representando Vítor Amadeu II da Sardenha e sua esposa Ana Maria de Orleães comemorando a coroação real de 24 de dezembro de 1713 estão documentados, com uma moldura projetada por Paolo Amato. A nomeação de Carlos III como rei das Duas Sicílias em 1735, com moldura projetada por Andrea Palma. O brasão de Palermo sustentado por um telamão de 1625, obra de Gregorio Tedeschi. Numerosas epígrafes, placas, estátuas e reproduções de águias adornam e enriquecem todas as fachadas; o baixo-relevo sob a varanda central é obra de Salvatore Valenti.
Entre as epígrafes estão aquelas que comemoram eventos ocorridos na praça, como as visitas de Giuseppe Garibaldi e do Papa João II.

### Interior
Através do átrio, das áreas imediatas do pórtico coberto e da escadaria monumental, o percurso histórico-artístico-monumental do edifício compreende o andar principal com:
- a Sala dos Baixos-relevos, a Sala dos Gonfalões ou dos Brasões, a Sala Vermelha, a Sala Amarela, a Sala das Lápides, a Sala Garibaldi, a Sala Montalbo, a Capela senatorial dedicada conjuntamente à Imaculada Conceição, primeira Padroeira da Cidade e à principal Padroeira (primeira entre o grupo de santas co-padroeiras) da Cidade, Santa Rosália.

Em várias salas estão reproduzidas as amostras de pesos e medidas utilizadas nas diversas atividades comerciais, as grandes salas do andar nobre destinadas às assembleias – hoje utilizadas como escritórios de representação da comuna - estão cobertas de inscrições e abrigam achados preciosos de várias épocas, obras de arte e manufaturas das escolas siciliana, peninsular e europeia mais representativas e uma coleção de porcelanas exóticas chinesas.

#### Pórtico coberto

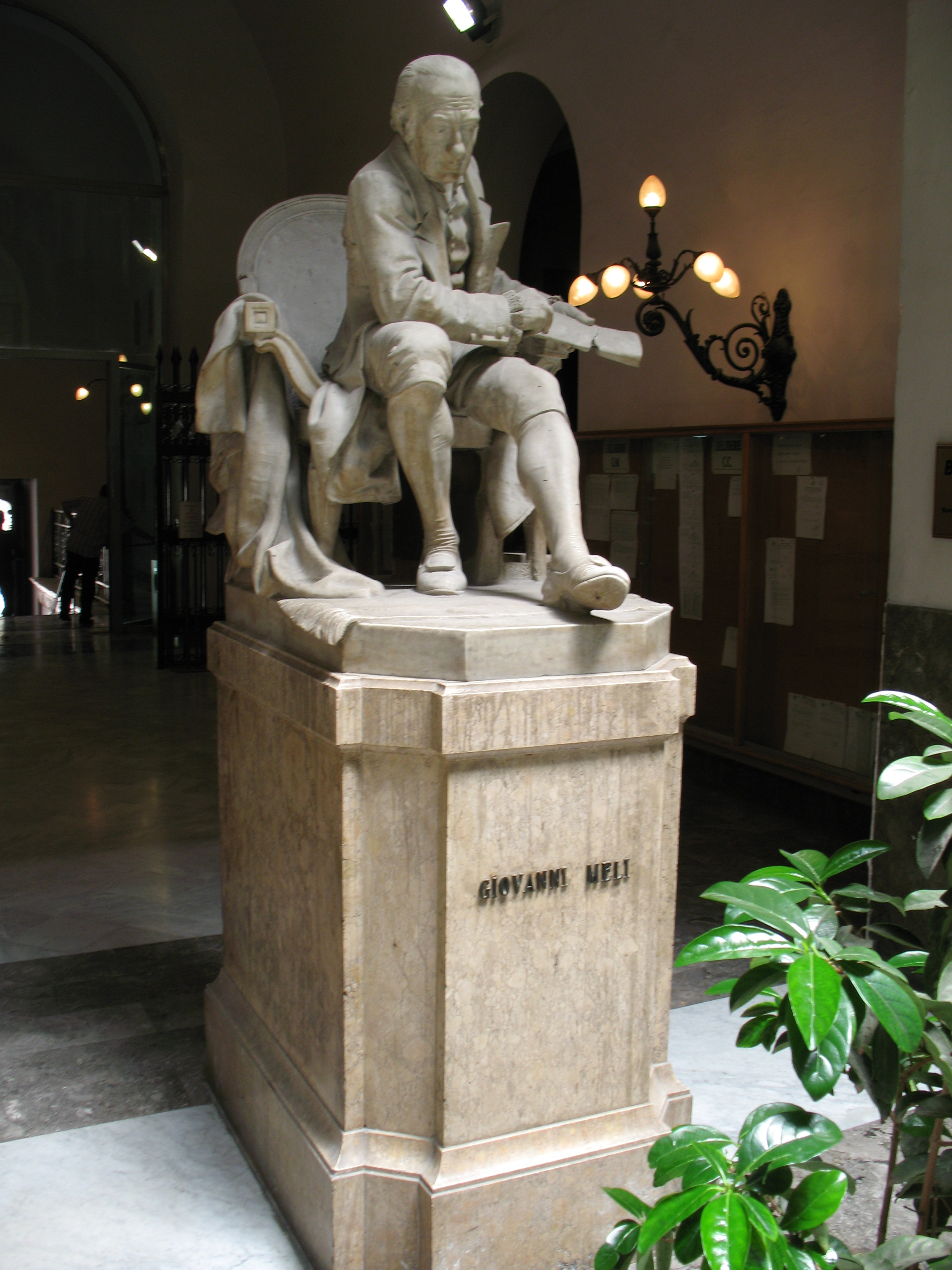
Giovanni Meli, estátua.

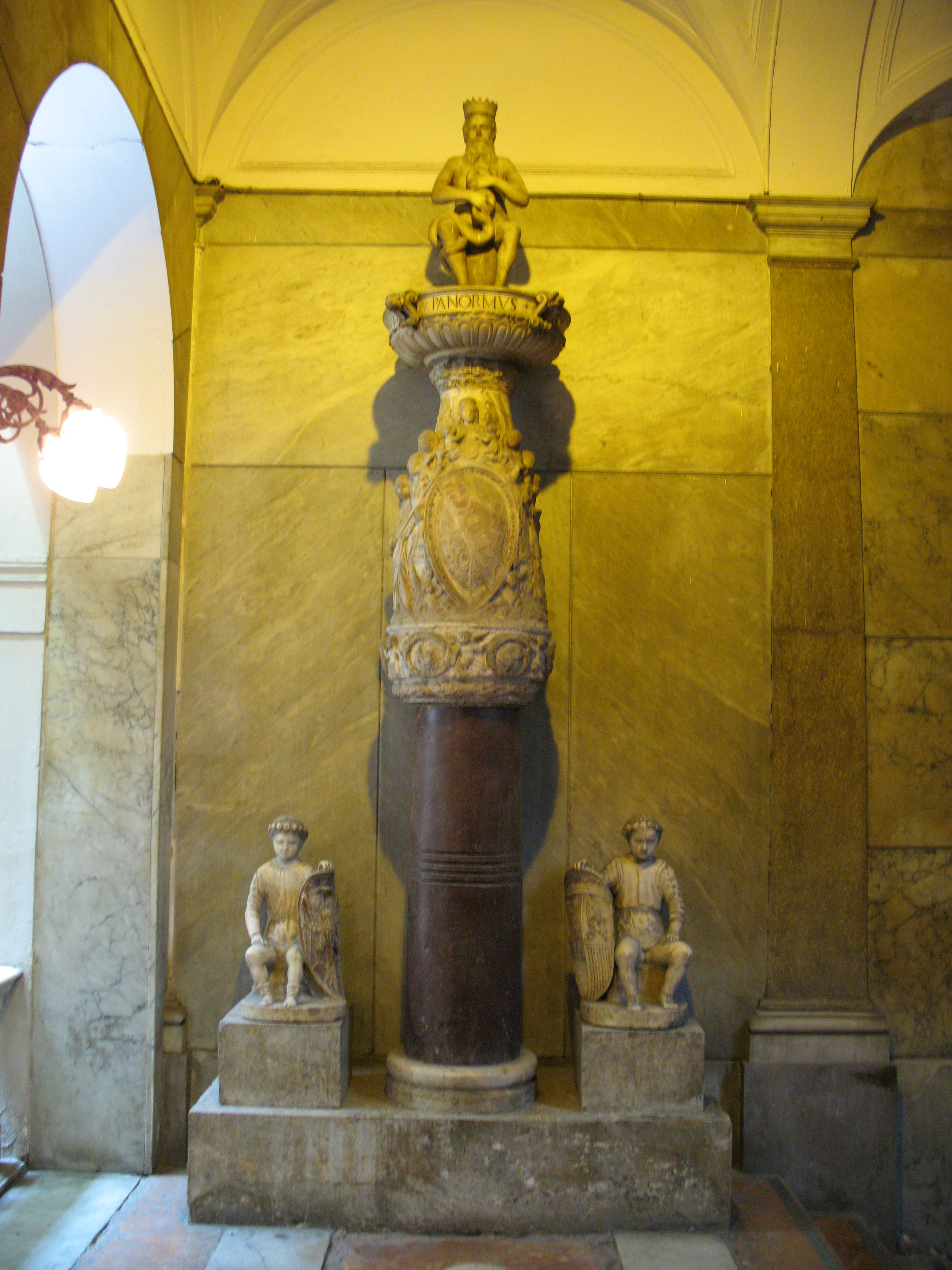
Gênio de Palermo

Da portaria, entra-se na sala pelo portal barroco de 1691 com colunas retorcidas, projetado por Paolo Amato e criado por Giambattista Marino. À direita, está documentada a sede do Banco Pubblico, estabelecido em 21 de fevereiro de 1553 em Garaffello e transferido para cá em 1617. À esquerda, destacam-se as pinturas que representam o Santo Crucifixo, obra de Giuseppe d'Alvino conhecida como Sozzo de 1591, e a Virgem Maria rodeada de Santos, obra de Giovanni Paolo Fondulli.
A cobertura do pórtico interno do século XV com uma cúpula de metal e vidro permitiu a recuperação e o uso de uma grande área para salas internas e espaços expositivos onde se destacam um grupo de mármore da época imperial representando dois cônjuges segurando a mão direita um do outro - um monumento funerário do canto nordeste, a estátua do poeta palermitano Giovanni Meli, obra de Vincenzo D'Amore de 1888, uma urna cinerária encimada por um Jano de duas faces com uma inscrição apócrifa alegoria da aliança entre Palermo e Roma, um alto-relevo de bronze de Antonio Ugo, uma placa com um retrato dedicado a Dante Alighieri entre as alegorias da Vitória e da Itália de 1921, um cipo representando a Trinácria acariciada por Ceres encimada por uma águia de mármore com a sigla SPQP.

#### Escadaria monumental
O ambiente e os artefatos foram reconstruídos em sua forma atual em 1827 com as obras de restauração após o terremoto de 1823. Ao lado da parede, no patamar que conduz à majestosa escadaria, está o Gênio de Palermo, a divindade tutelar da cidade, uma obra de Domenico Gagini e Gabriele di Battista, caracterizada pela gravação da famosa inscrição que visa magnificar e celebrar os estrangeiros, enquanto negligencia e ignora o trabalho de seus filhos:
"Palermo, a bacia dourada, devora os seus e nutre os estrangeiros"Original (em latim): Panormus conca aurea suos devorat alienos nutrit— Inscrição na borda da bacia do Gênio. (em latim)
Nas laterais, encontram-se dois putti, ou assistentes, portando escudos, um com a águia, símbolo da cidade, e o outro com o brasão de Giovanni Ventimiglia, Marquês de Geraci, Príncipe de Castelbuono e Presidente do Reino. Acima das rampas, encontram-se as placas reais monumentais, documentadas na parte externa.

#### Sala dos Baixos-relevos
Esta sala leva o nome da escultura de mármore de Valério Villareale representando a Sicília Coroada por Minerva e Ceres, de 1819.

#### Sala Vermelha

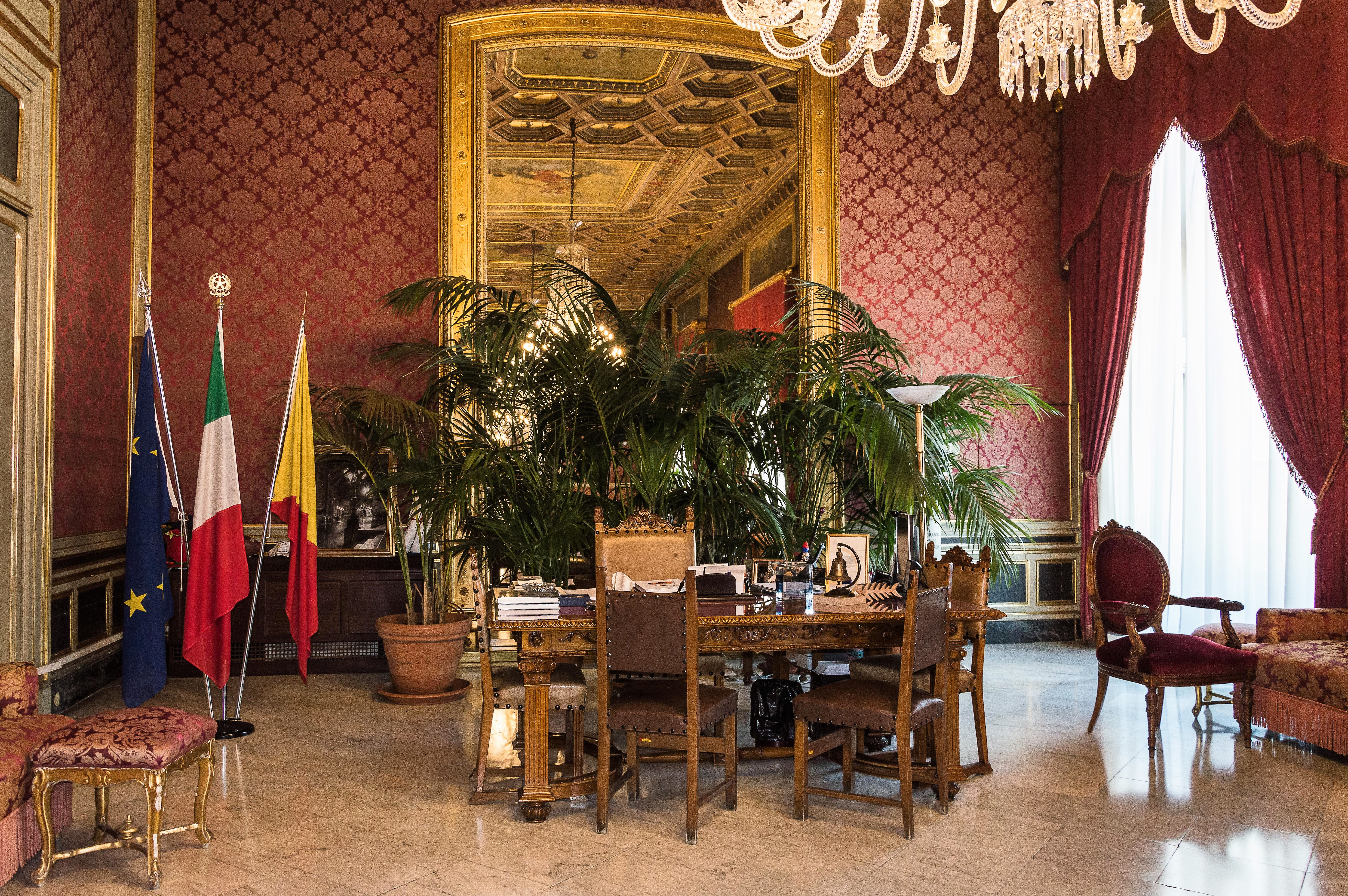
Sala Vermelha

Projetada por Giuseppe Damiani Almeyda, a sala leva o nome da cor vibrante de seus móveis e já foi usada como gabinete do prefeito. No interior, encontra-se uma estátua de um efebo do grupo Litiganti ignudi. Dois magníficos lustres de Murano pendem do teto apainelado. Seus painéis e portas são ricamente decorados com graciosas donzelas, cupidos, dançarinas, figuras femininas e as alegorias da "Prosperidade" e da "Justiça", afrescadas em 1891 por Francesco Padovani, e a alegoria da "Paz", afrescada por Gustavo Mancinelli.

#### Sala das Lápides

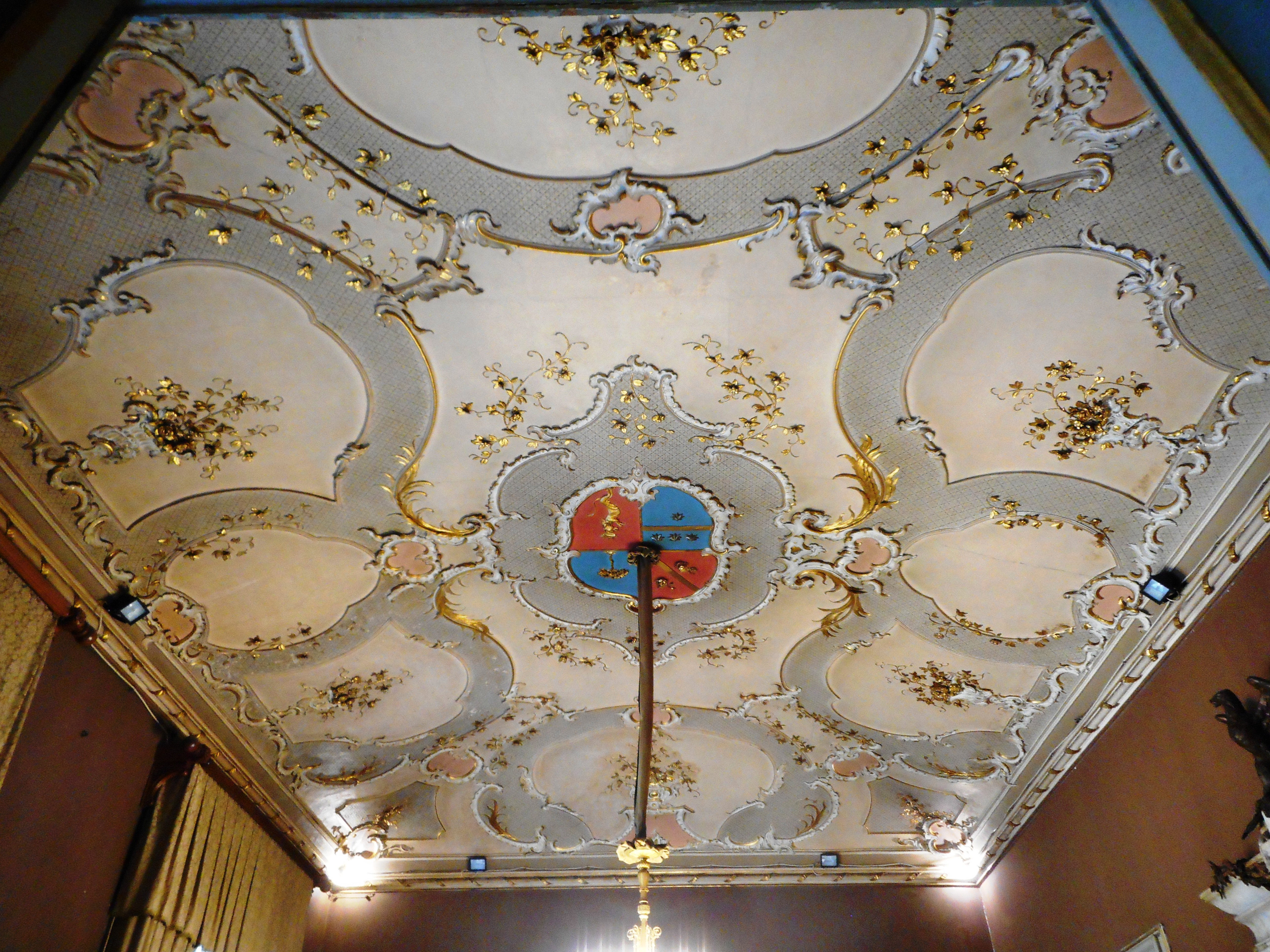
Teto

Antiga Sala del Pubblico Consiglio ou Sala Maggiore, esta sala era usada para as reuniões do Conselho Municipal, assim chamada devido às inúmeras inscrições em mármore nas paredes. A sala contém cinquenta placas de mármore instaladas em 1875 pelo jesuíta e historiador da arte Gioacchino Di Marzo, e um teto de madeira pintada do século XIV, cujas decorações foram reproduzidas pelo pintor florentino Tito Covoni. Um lustre de madeira entalhada e piso de mármore incrustado do Oratório da Paz.
Em setembro de 1760, o Senado de Palermo realizou a cerimônia inaugural da Biblioteca Municipal neste local. A instituição teve sua primeira sede em uma pequena sala no Palazzo Pretorio, mas logo o grande número de doações de manuscritos e obras impressas tornou o espaço insuficiente e foi necessário alugar algumas salas no palácio do Duque de Castelluccio, até a transferência definitiva para as estruturas jesuítas da Casa Professa.

#### Sala Amarela

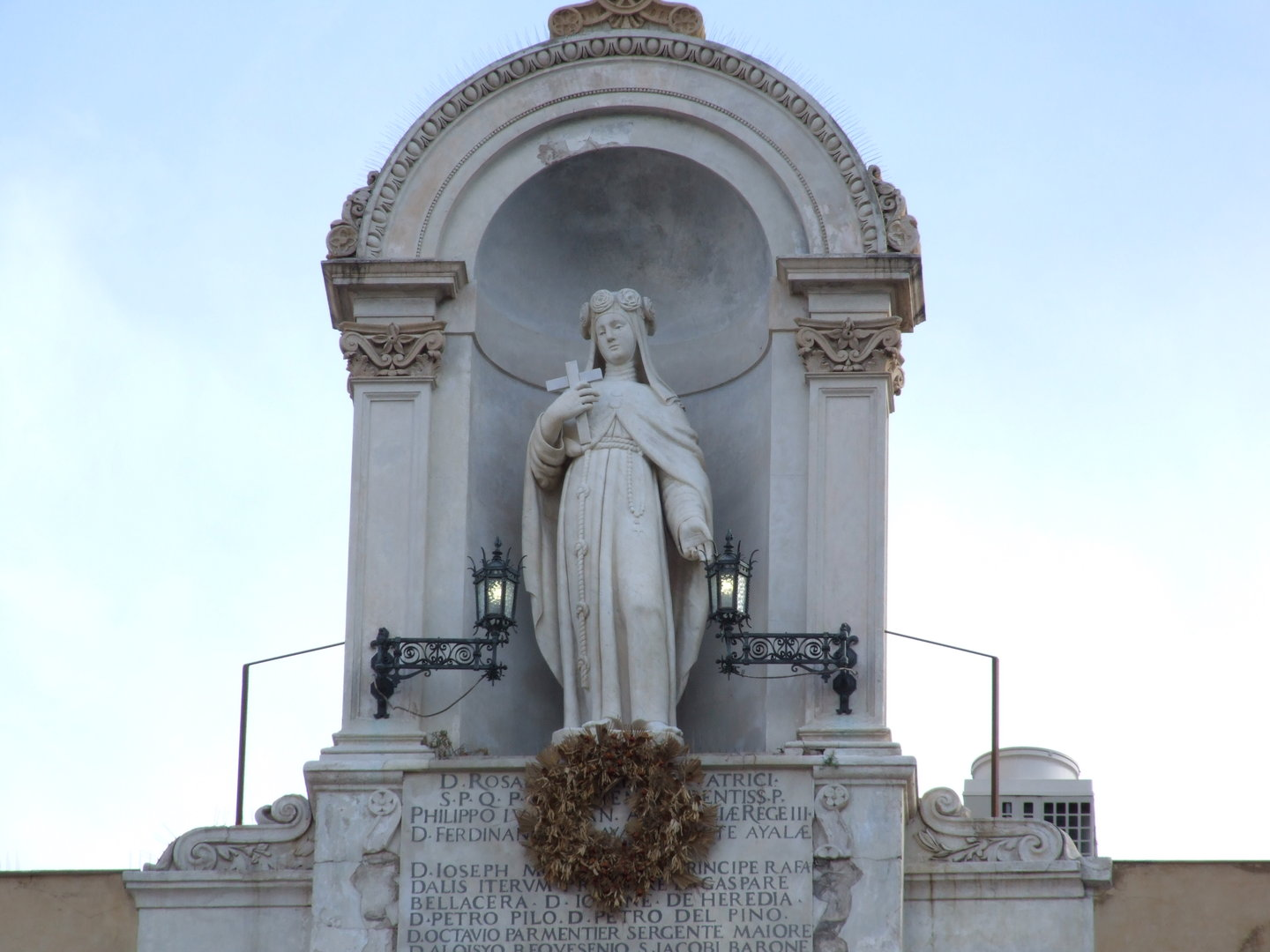
Santa Rosália, nicho na fachada

Antiga Sala do Senado. Nomeada em homenagem ao brocado dourado do estofamento, este salão era usado para reuniões do Conselho Municipal. Possui uma monumental lareira de gesso de Vincenzo Ragusa, de 1868, decorações de Rocco Lentini e Francesco Padovani, e retratos de Humberto I e Margarida de Saboia, de Gustavo Mancinelli, de 1884. Esses retratos, juntamente com outras obras no palácio e na cidade, foram criados para a Exposição Nacional de 1891-1892. A realeza compareceu à cerimônia de inauguração do evento.

#### Sala dos Gonfalões ou dos Brasões
A abóbada da sala apresenta os emblemas das principais cidades da ilha pintados por Salvatore Gregorietti em 1922. Ao longo das paredes há assentos de madeira com leões e painéis pintados com inúmeras águias, símbolos da cidade, pelo mesmo artista.

#### Sala Antínoo

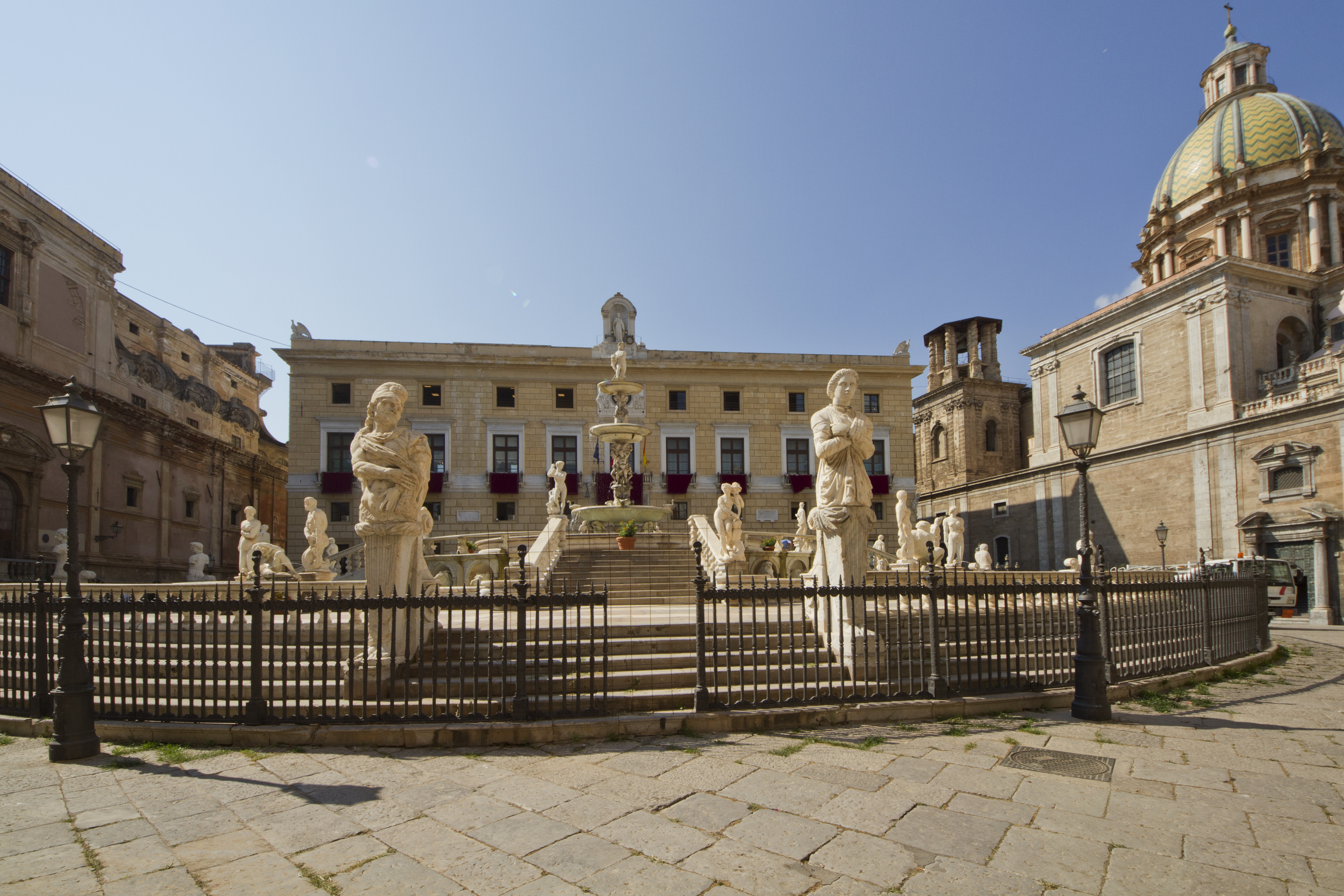
Fontana Pretoria.

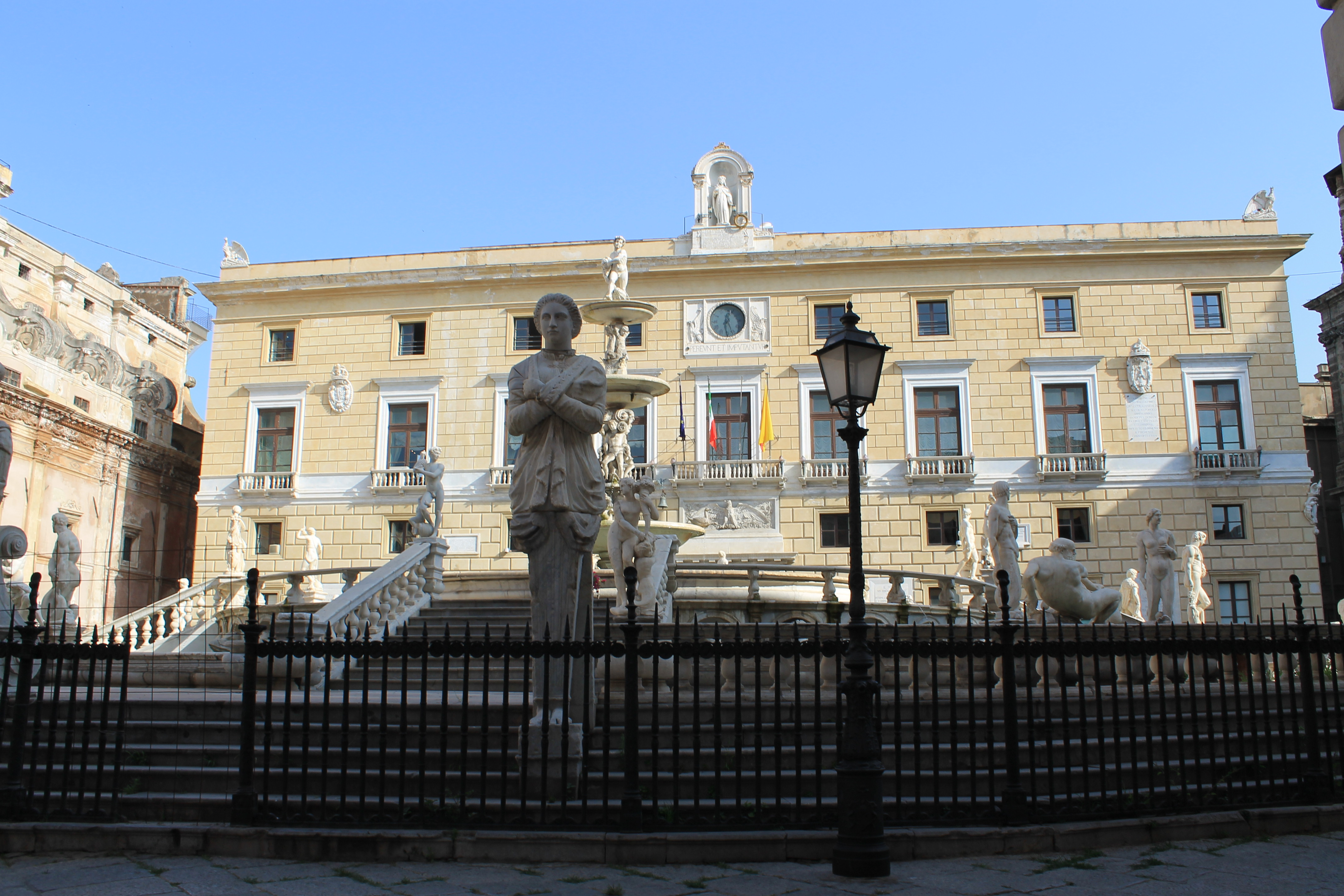
Palazzo Pretorio

A sala hospedava um dos dois litigantes nus ou Efebo ou Antínoo agora mantidos na Sala Vermelha, os bustos de mármore representando Francesco Crispi e Mariano Stabile, nas paredes obras pintadas por Michele Catti, Lete, Ettore De Maria Bergler, Francesco Lojacono, Salvatore Lo Forte, Rocco Lentini.
Acesso à pequena Capela Senatorial de estilo barroco de 1663.

##### Capela da Imaculada Conceição e Santa Rosália
Também conhecida como Capela Senatorial (em italiano:  Cappella Senatoria). A sala abriga no nicho no topo da abóbada a estátua de Santa Rosália retratada em uma águia, uma obra do escultor Cosmo Sorgi, a estátua de Santa Ágata retratada com os instrumentos do martírio, duas esculturas representando São Sebastião e São Roque, e no altar é mantida a pintura da Imaculada Conceição.

#### Sala Garibaldi
Da sacada, o herói de dois mundos discursou ao povo de Palermo em 30 de maio de 1860. As paredes são decoradas com placas de mármore gravadas com trechos dos discursos de Giuseppe Garibaldi. O local abriga um retrato do líder por Salvatore Lo Forte, pinturas de Francesco Lojacono, Rocco Lentini, e um busto de bronze de Mario Rutelli representando Francesco Crispi, de 1893. Vasos, tapeçarias e armas gravadas doadas por Napoleão Bonaparte ao almirante Federico Carlo Gravina também estão em exposição.

#### Sala Montalbo
A sala apresenta um belo baixo-relevo de bronze de Benedetto Civiletti representando Frederico III de Aragão colocando a pedra fundamental do Palazzo Pretorio, de 1876, uma pintura a óleo de Salvatore Marchesi representando o Interior da Igreja de São Domingos, e sete bustos de mármore de prefeitos, esculpidos por Benedetto Civiletti.

### Subterrâneo
Abaixo do palácio, e da Piazza Pretoria em frente, fica um abrigo antiaéreo que remonta à Segunda Guerra Mundial, que pode ser acessado pela atual guarita.

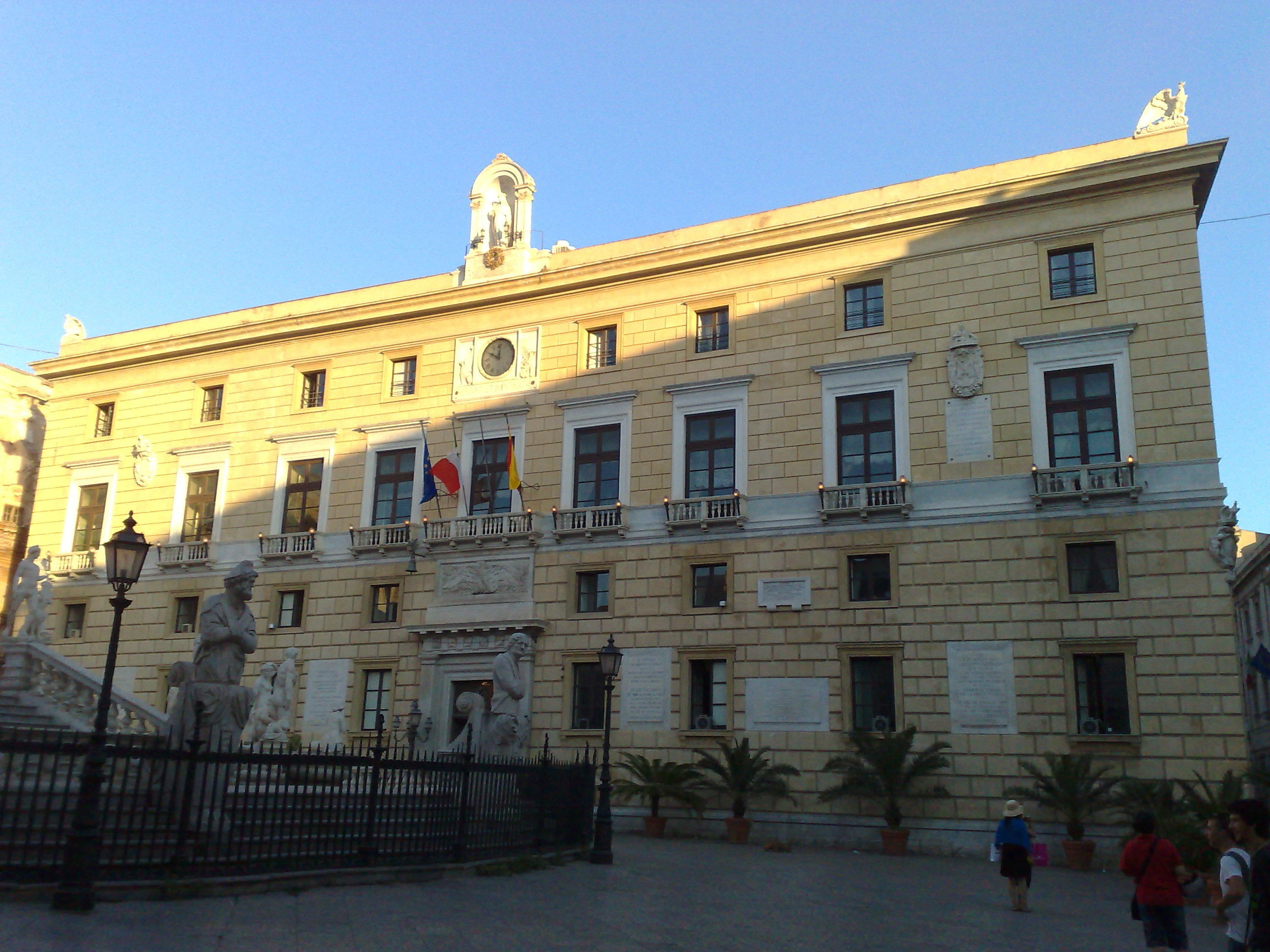
Palazzo Pretorio na Piazza Pretoria.
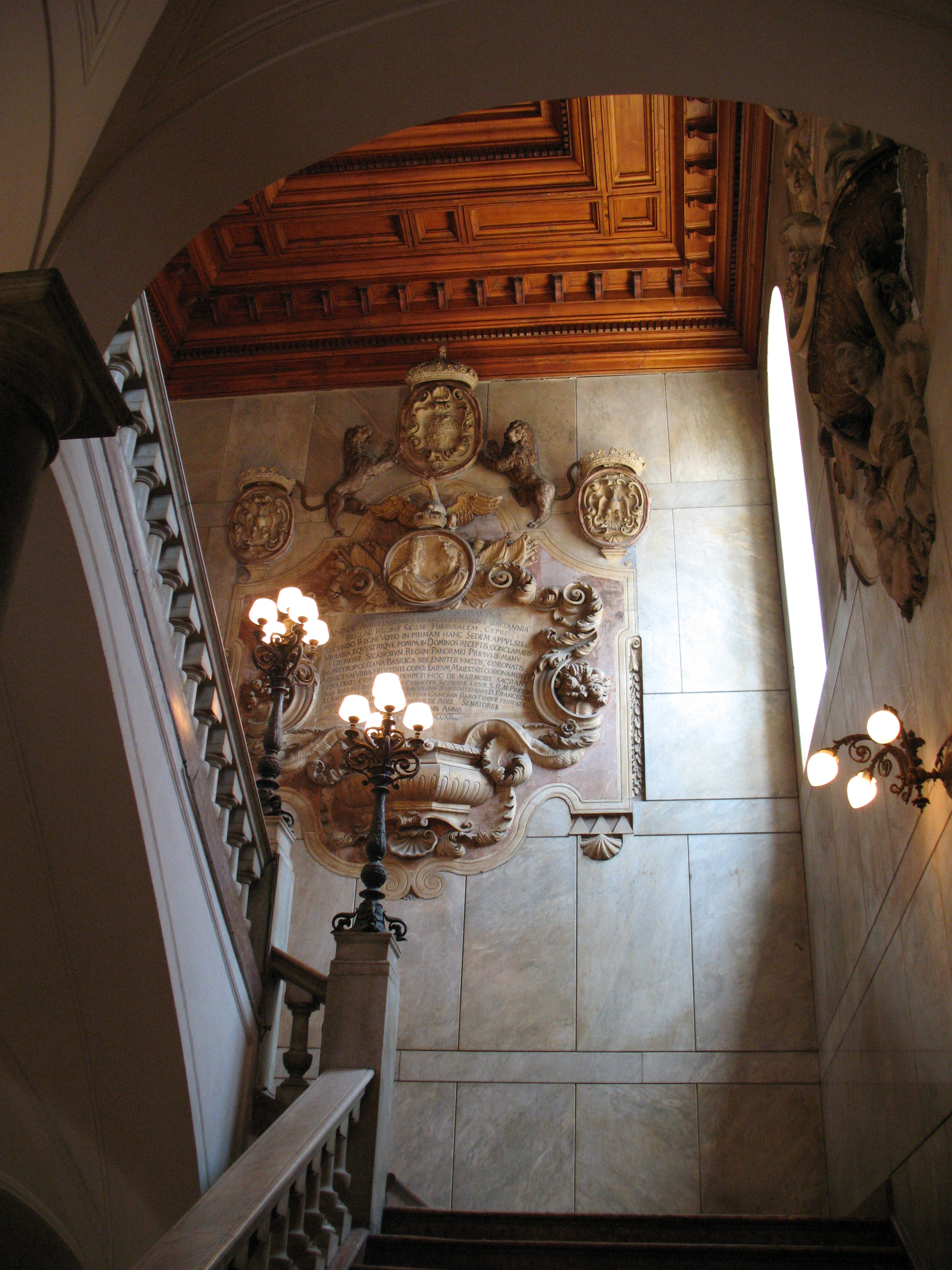
A escada.
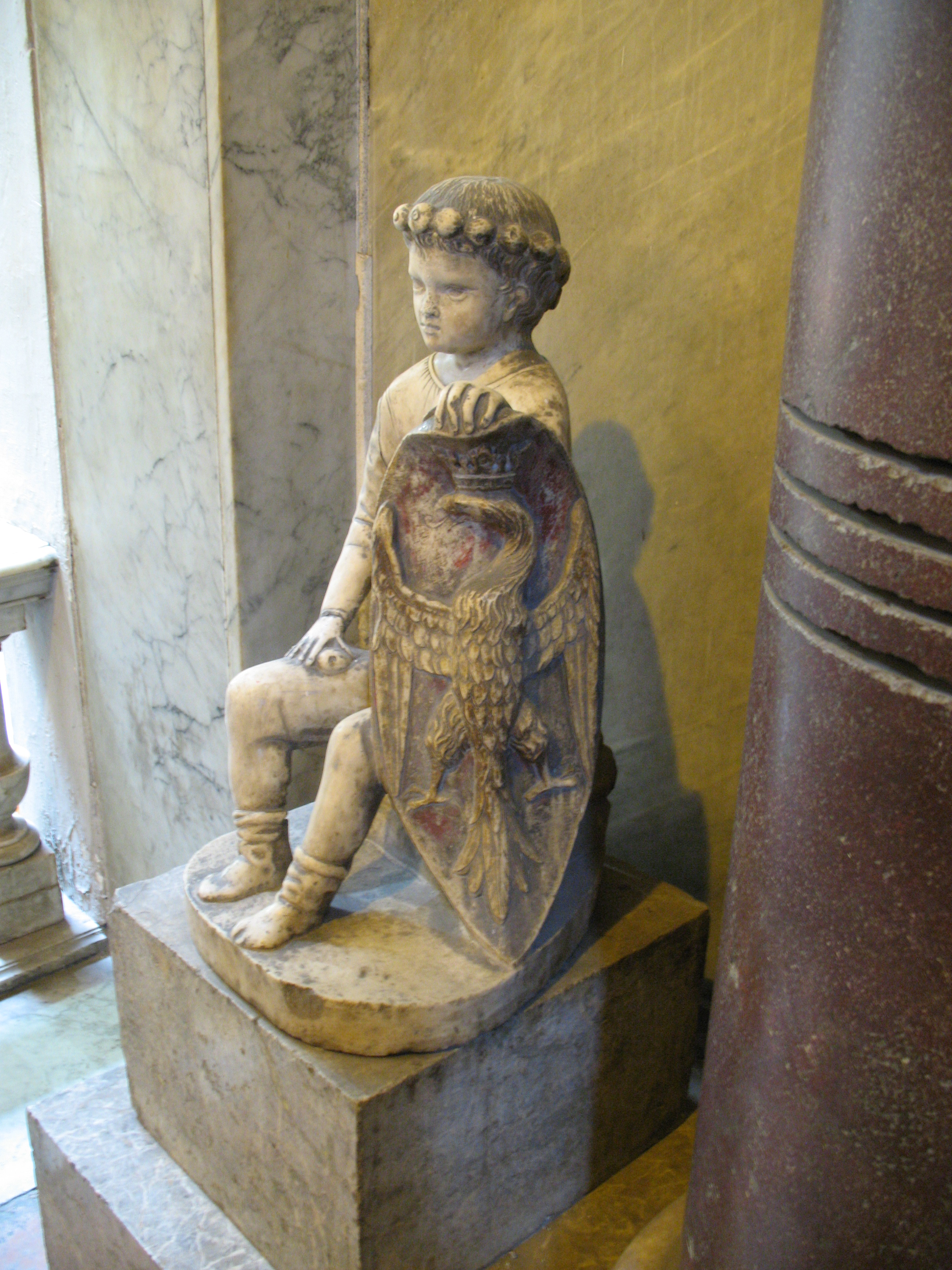
Gênio do Palazzo Pretorio, estátua à esquerda.
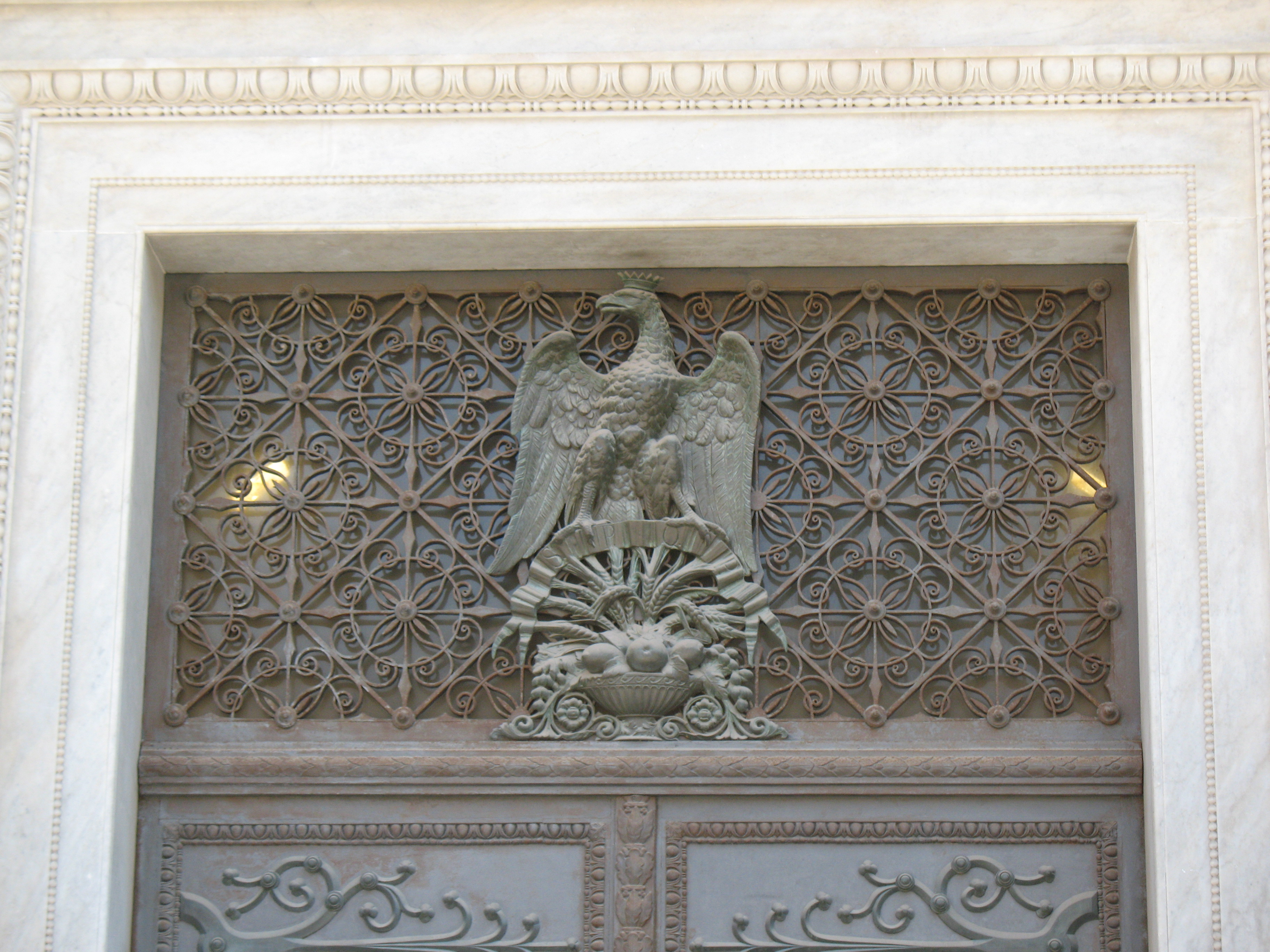
A águia no portal de entrada.
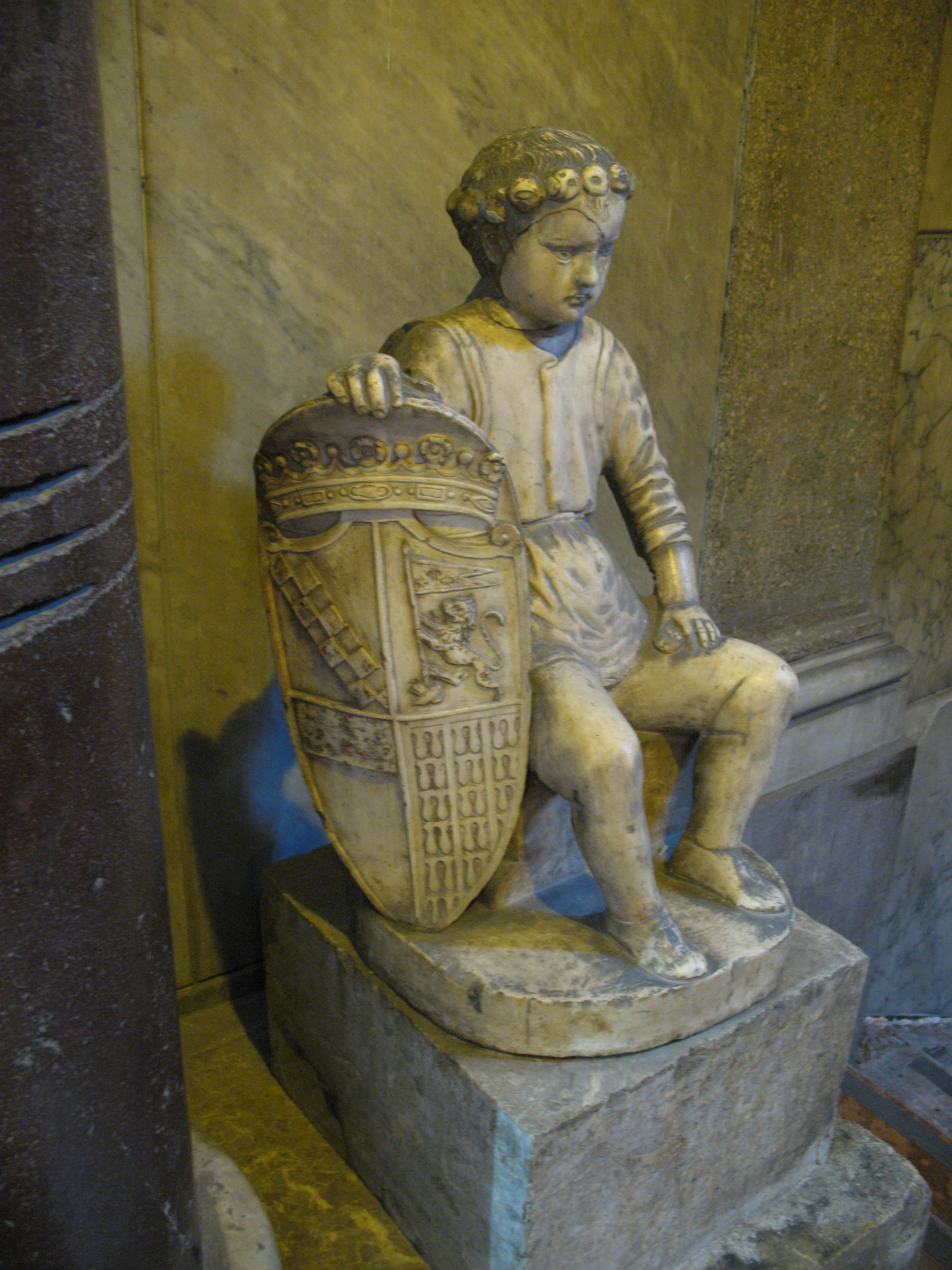
Gênio do Palazzo Pretorio, estátua à direita.
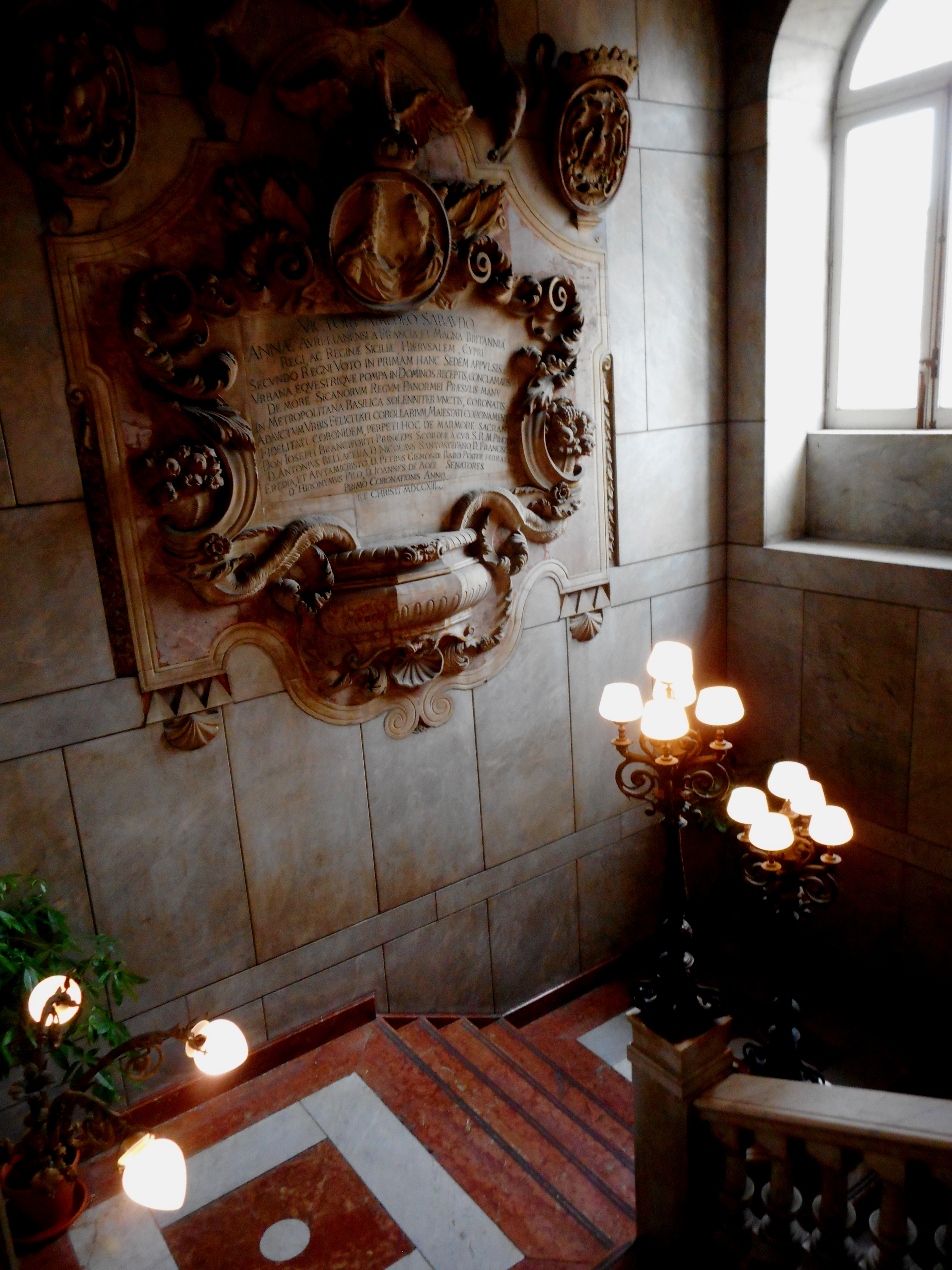
A escada.
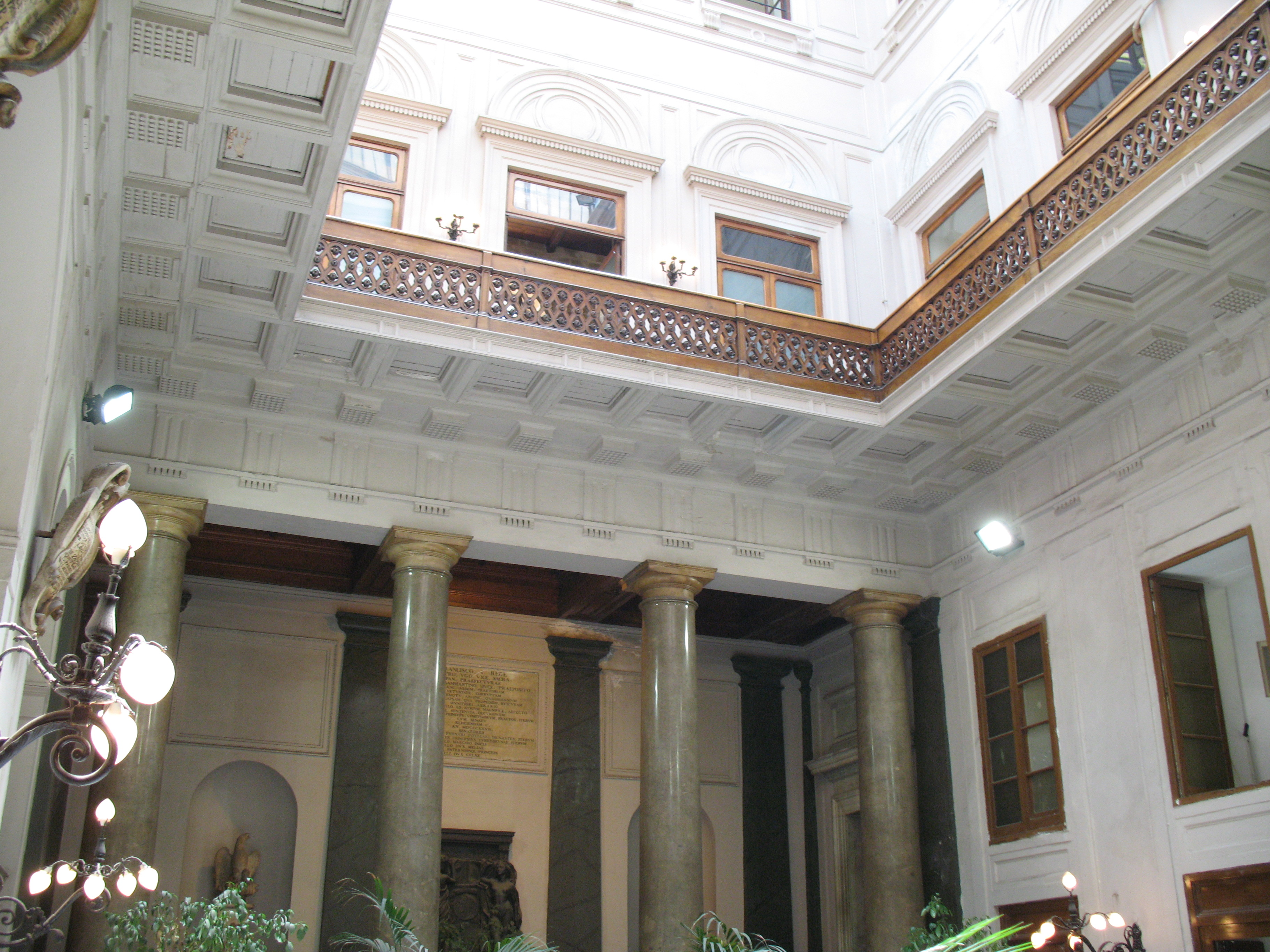
O pátio interno.

## Galeria de imagens

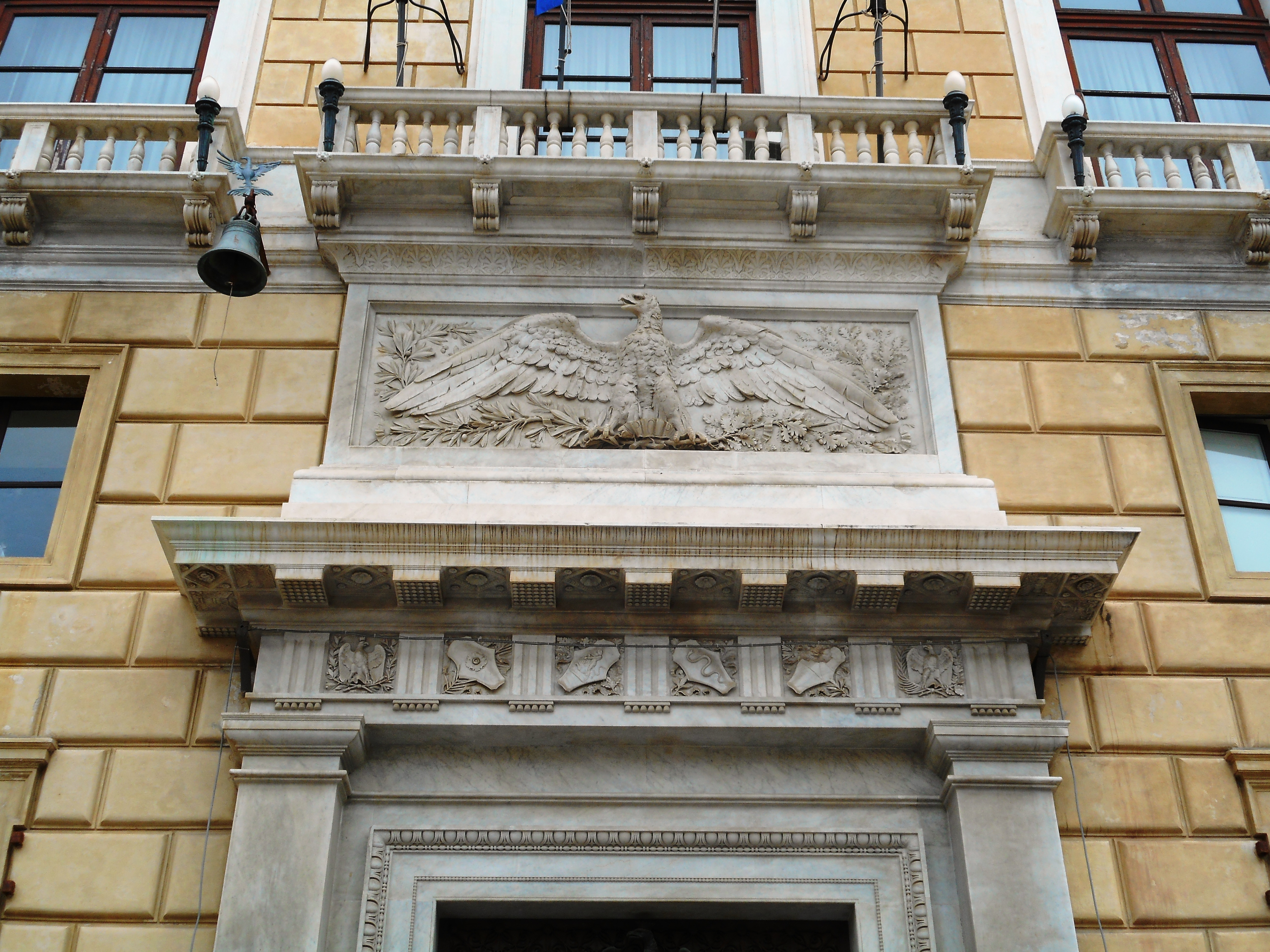
Portal externo.
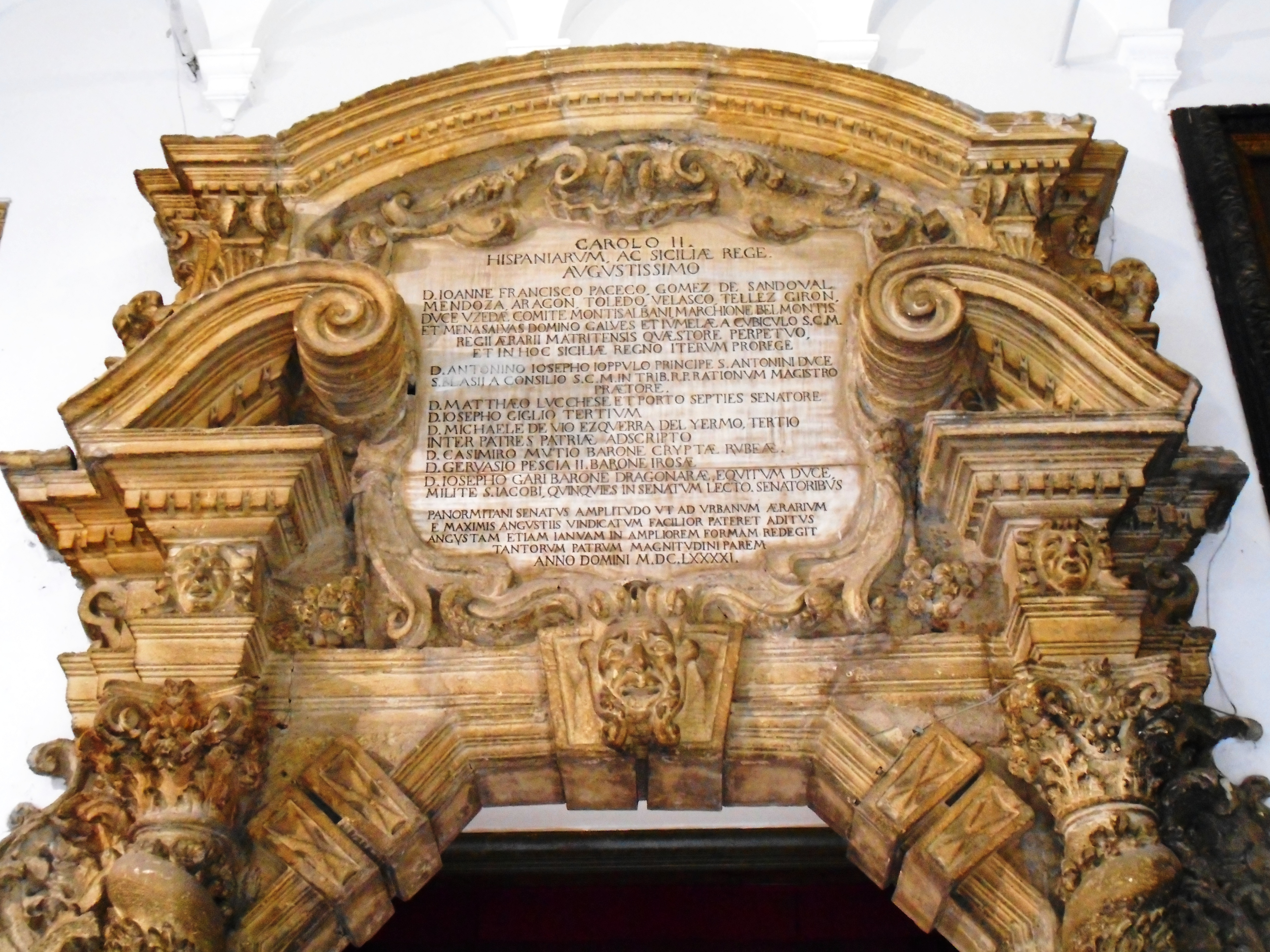
Portal interno.
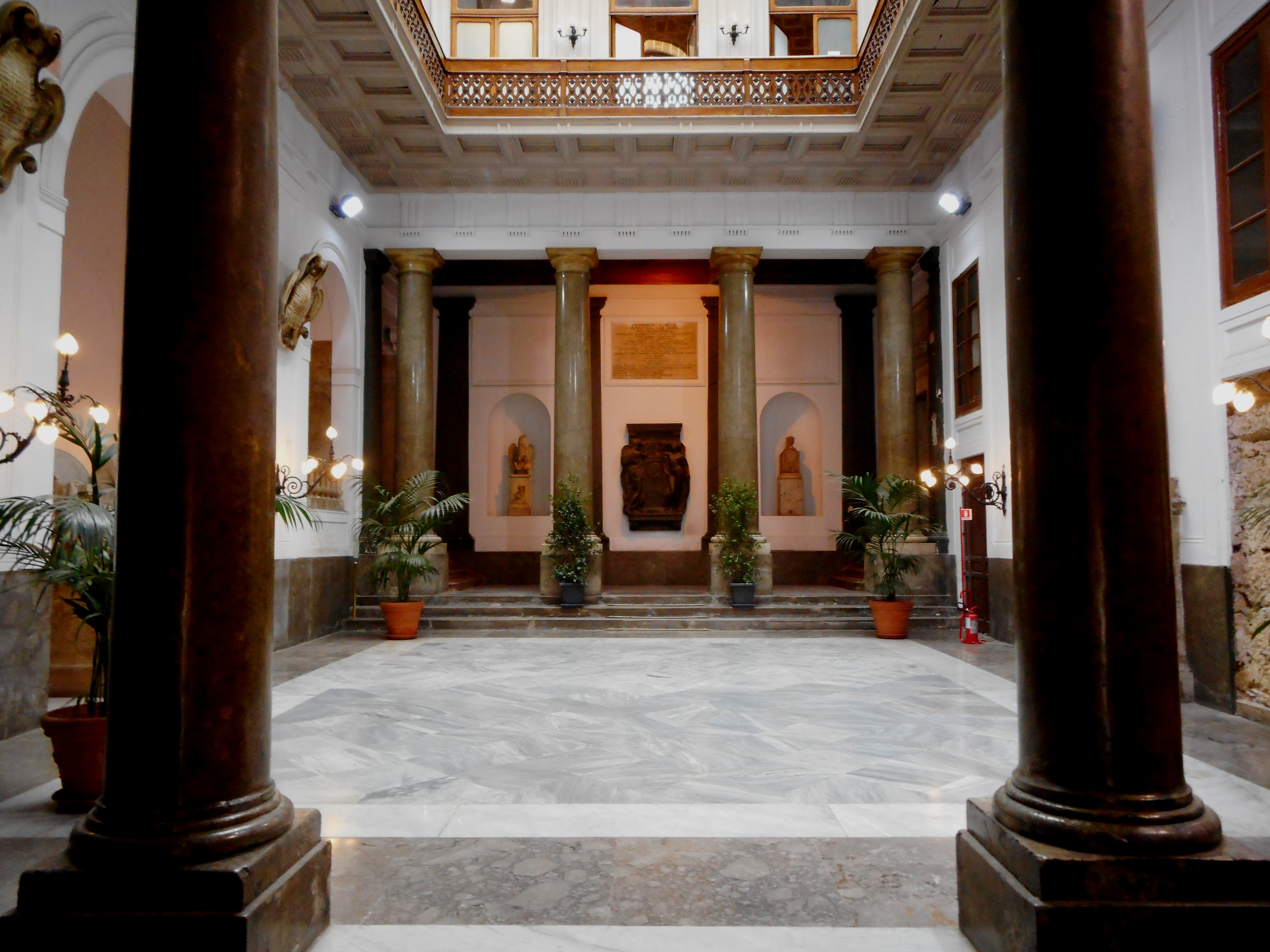
Pátio interno.
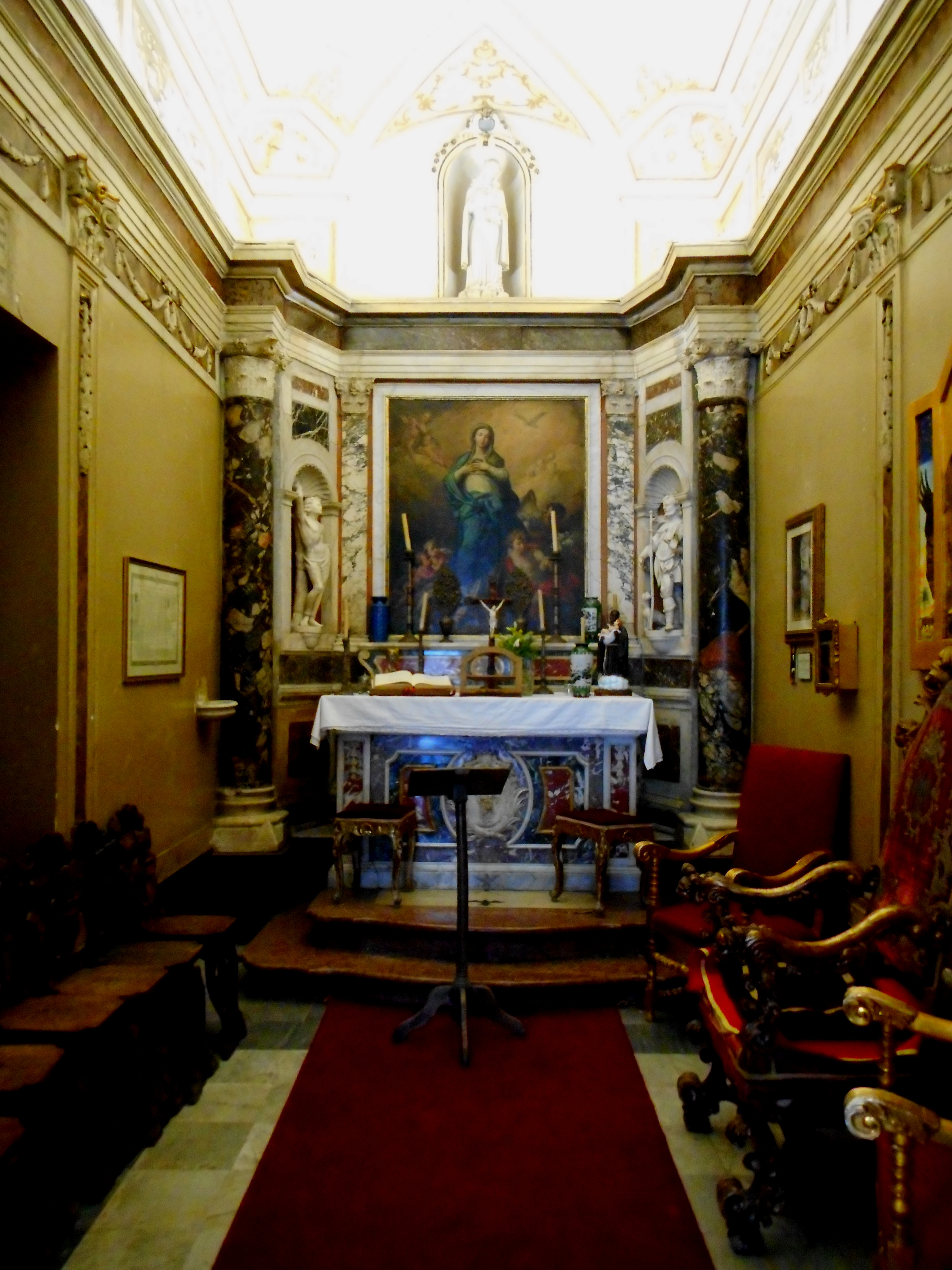
Cappella di Santa Rosalia.
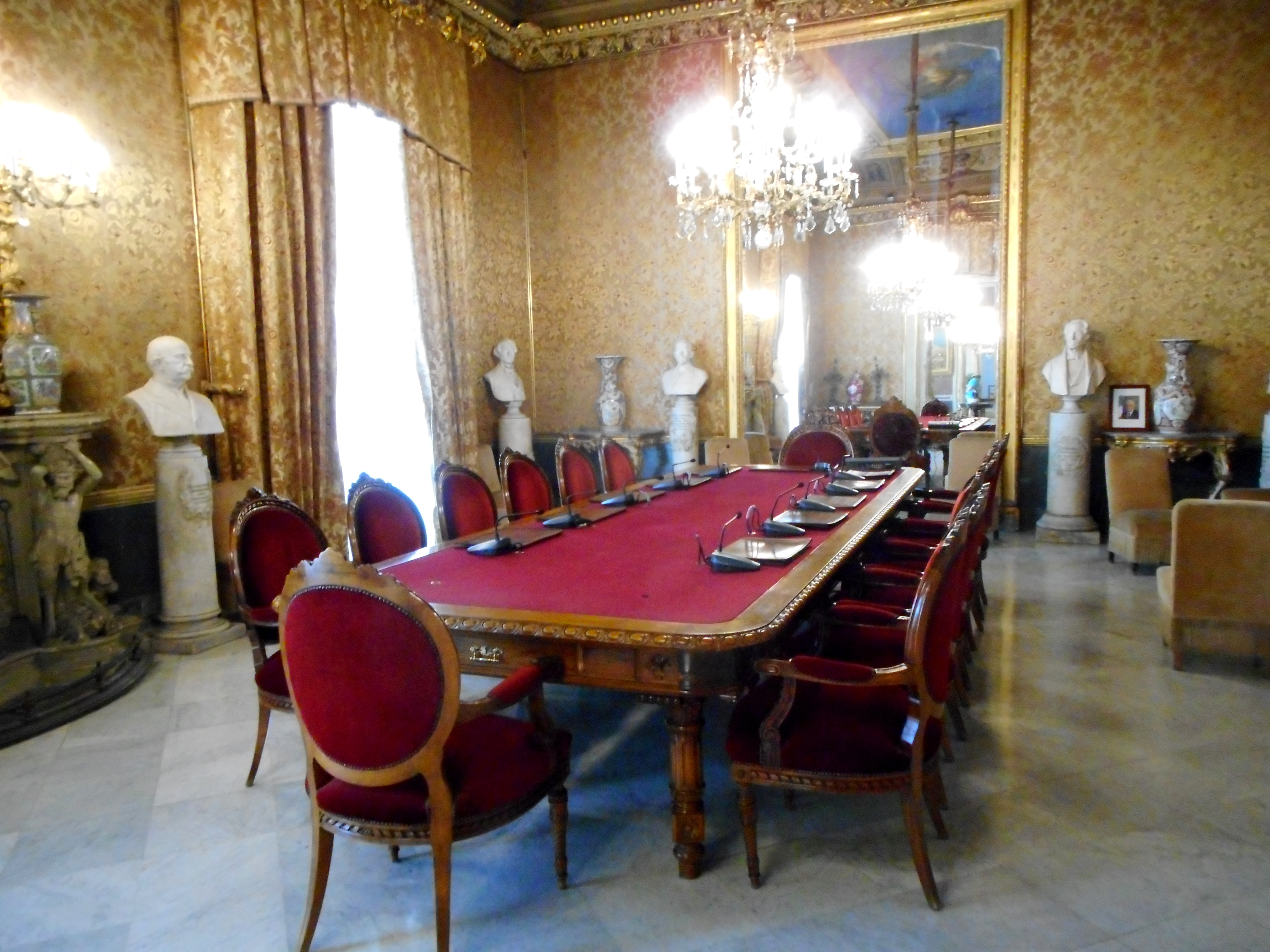
Sala dei busti ou Sala Montalbo.
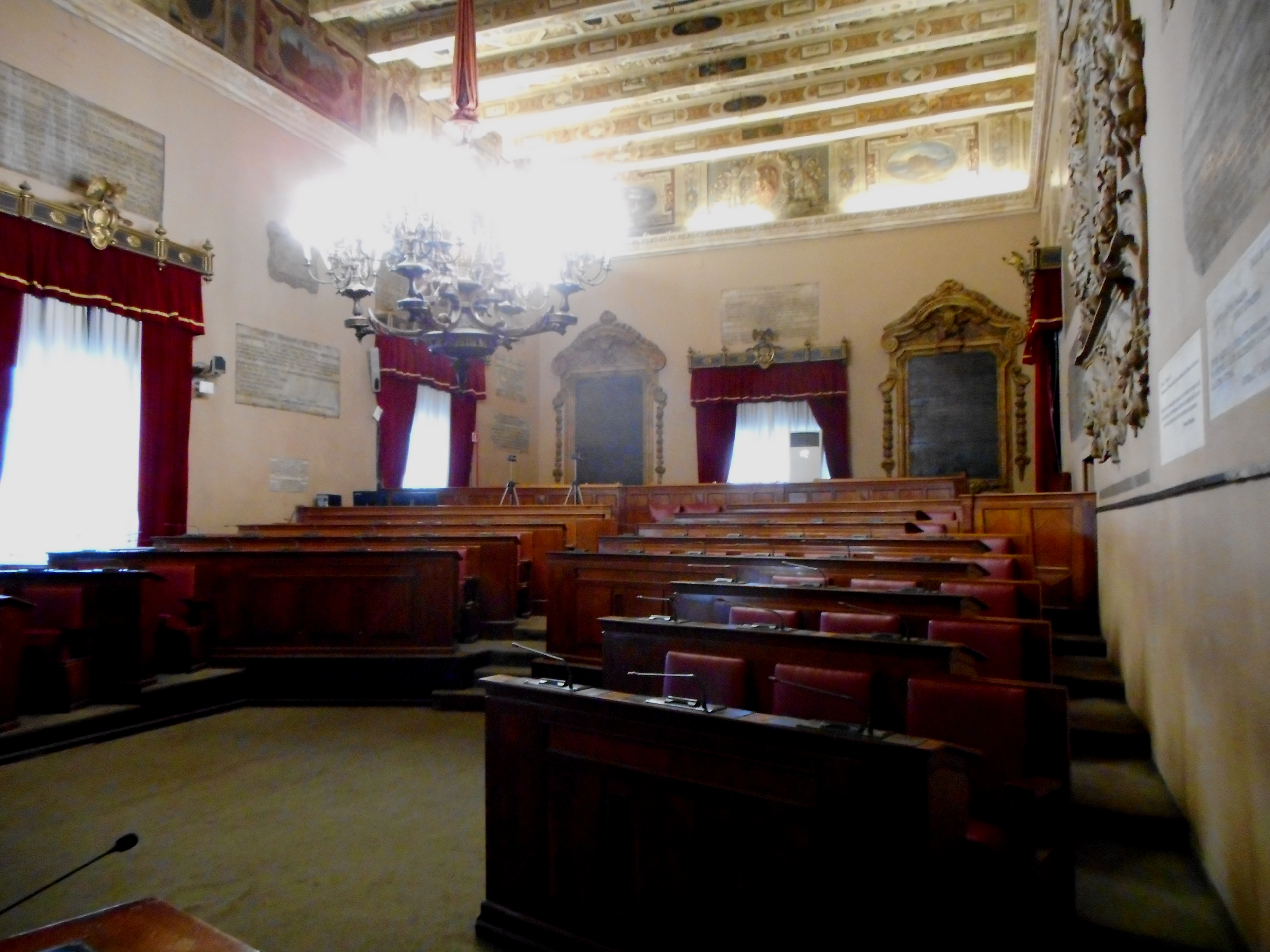
Sala delle Lapidi.
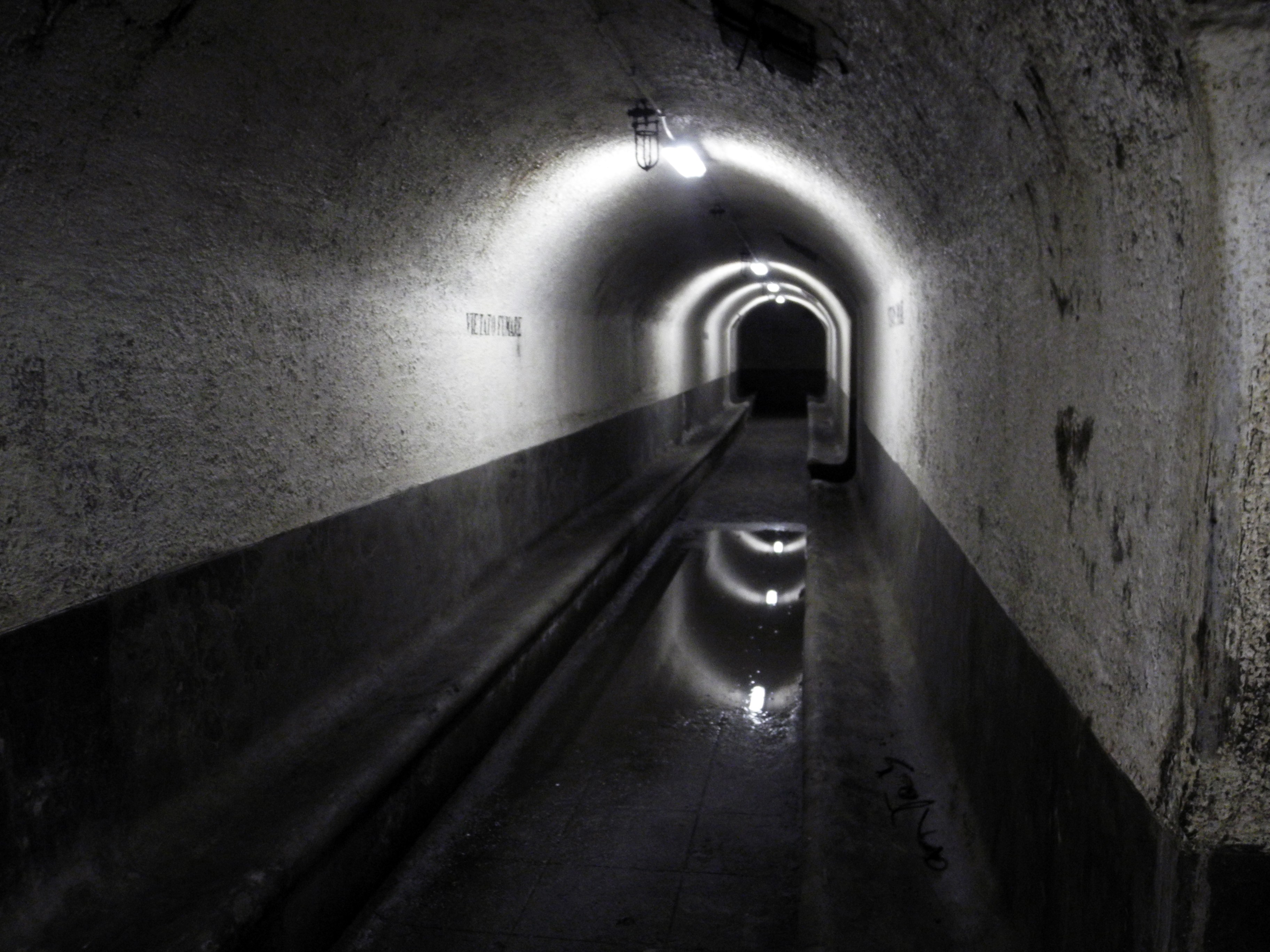
O abrigo antiaéreo abaixo do palácio.